# Mostro di Firenze
Mostro di Firenze è l'appellativo con il quale i giornali definirono uno o più serial killer non identificati autori di otto duplici omicidi commessi tra il 1968 e il 1985. Le vittime delle aggressioni erano coppie di fidanzati appartate nelle campagne nei dintorni di Firenze, e ciò rappresentò il primo caso conosciuto di omicidi seriali ai danni di coppie in Italia e ricevette una vasta risonanza mediatica sia all'epoca dei delitti che durante i diversi processi contro i presunti responsabili, al punto tale da influenzare abitudini e vissuto quotidiano dell'intera popolazione residente nella provincia di Firenze negli anni '80, la quale iniziò a evitare di appartarsi in luoghi isolati. Il fatto che le vittime fossero giovani fidanzati stimolò peraltro il dibattito nei media sull'opportunità di concedere con maggiore disinvoltura ai figli la possibilità di trovare l'intimità a casa, evitando così i luoghi isolati e pericolosi.
Un'inchiesta avviata agli inizi degli anni novanta dalla procura di Firenze ha portato alla condanna in via definitiva nel 1999 di due uomini identificati come autori materiali di quattro duplici omicidi, i cosiddetti «compagni di merende» Mario Vanni e Giancarlo Lotti (reo confesso e chiamante in correità dei presunti complici), mentre un terzo, Pietro Pacciani, condannato in primo grado a più ergastoli per i duplici omicidi commessi dal 1974 al 1985 e successivamente assolto in appello, morì prima di essere sottoposto a un nuovo processo di appello dopo l'annullamento nel 1996 della sentenza di assoluzione da parte della Cassazione, al termine della quale fu dichiarato innocente in via definitiva.
Al di là di quanto sancito dalla sentenza definitiva del 1999, sulle numerose scene del crimine del Mostro non sono mai state riscontrate prove fisiche quali DNA e impronte digitali riconducibili ai compagni di merende, né sono state mai rintracciate l'arma da fuoco del serial killer (una presunta pistola Beretta con cui firmava i suoi delitti) così come le parti anatomiche asportate ad alcune delle sue vittime femminili.
Le procure di Firenze e, nei primi anni 2000, di Perugia, sono state impegnate in numerose indagini volte a individuare i responsabili esecutori materiali dei duplici omicidi e poi i possibili mandanti. Le indagini si sono focalizzate anche su un possibile movente di natura esoterica, che avrebbe spinto una o più persone a commissionare i delitti, senza però arrivare ad alcun riscontro oggettivo.
Alla somma di tutte le ipotesi fatte nel corso degli anni, il caso rimane fino ad oggi irrisolto.

## Storia
Fra il 1974 e il 1985 vennero commessi sette duplici omicidi accomunati dal fatto che le vittime erano sempre delle coppie che si appartavano o comunque stanziate in un posto isolato nelle zone boschive della provincia di Firenze, l'arma usata fu sempre la stessa (una pistola Beretta calibro 22 con lo stesso tipo di proiettili, munizioni Winchester marcate con la lettera “H” sul fondello del bossolo) e vennero sempre commessi in notti molto buie nei fine settimana del periodo estivo, o comunque prima di un giorno non lavorativo. Un ottavo duplice omicidio commesso nel 1968 per il quale era stato condannato in via definitiva il marito reo confesso di una delle due vittime, per le dinamiche e per l'arma usata venne ipotizzato potesse essere invece collegato alla serie di delitti. Nel 1982 infatti, bossoli e proiettili sparati dall'arma dell'assassino seriale vennero rinvenuti allegati al fascicolo su un duplice omicidio del 1968, motivo per il quale si ritenne che la pistola avesse sparato anche in quell'occasione, scoperta da cui scaturì il collegamento con gli omicidi attribuiti fino a quel momento al Mostro.
In ogni delitto veniva colpito prima l'uomo e poi la donna, la quale veniva poi in genere portata fuori dall'auto e colpita con un coltello e fatta oggetto di escissioni nella zona del pube e della mammella sinistra. Spesso le vittime, soprattutto quelle maschili, subivano pure ferite d'arma bianca inferte post-mortem.. I delitti vennero commessi in strade di campagna sterrate o piazzole boschive nascoste frequentate da coppie nei dintorni di Firenze (1968 Signa, 1974 Borgo San Lorenzo, 1981 Scandicci, 1981 Calenzano, 1982 Baccaiano, 1983 Giogoli, 1984 Vicchio, 1985 Scopeti).
Le indagini furono lunghe e complesse e giunsero all'identificazione di due esecutori materiali per i delitti del 1982, 1983, 1984 e 1985, Mario Vanni e Giancarlo Lotti, che vennero condannati nel 2000 il primo all'ergastolo e il secondo a 26 anni; un altro sospettato, Pietro Pacciani, fu assolto in appello e morì prima di poter essere sottoposto a un nuovo processo.

## Serie di delitti e primi sospettati

### Antonio Lo Bianco e Barbara Locci (21 agosto 1968)
La notte di mercoledì 21 agosto 1968, all'interno di una Alfa Romeo Giulietta bianca posteggiata presso una strada sterrata vicino al cimitero di Signa, vengono assassinati Antonio Lo Bianco, muratore originario di Palermo di 29 anni, sposato e padre di tre figli, e Barbara Locci, casalinga di 32 anni, originaria di Villasalto, in provincia di Cagliari, entrambi residenti a Lastra a Signa; i due erano amanti; la donna era sposata con Stefano Mele, un manovale sardo emigrato in Toscana alcuni anni prima. Quella sera i due si erano recati al cinema di Signa per vedere il film giapponese Nuda per un pugno di eroi; il gestore del cinema li riconobbe, successivamente, dalle foto pubblicate sui giornali; egli escluse, però, la presenza del figlio della donna, che aveva sei anni, in quanto, considerato il film proiettato, non lo avrebbe fatto entrare. Sostenne, infine, che dopo l'entrata della coppia al cinema entrò soltanto un altro uomo del quale, però, non ricordava la fisionomia. Secondo ulteriori fonti, una cassiera del cinematografo vide invece la Locci con in braccio il figlio semi-addormentato all'uscita del cinema. Da tutte le carte di indagine non risulta però l'esistenza di alcuna cassiera del cinema Arena Michelacci di Signa, ma del solo gestore: si deve quindi concludere che si tratti di notizia del tutto priva di fondamento.
A serata conclusa, i due si erano poi appartati in macchina. Sul sedile posteriore dormiva Natale "Natalino" Mele, di 6 anni, figlio di Barbara Locci e Stefano Mele. L'assassino, secondo gli inquirenti il marito di Barbara Locci, si avvicina all'auto ferma e spara complessivamente otto colpi da distanza ravvicinata: quattro colpiscono la donna e quattro l'uomo. Verranno recuperati cinque bossoli di cartucce calibro 22 Long Rifle Winchester con la lettera "H" punzonata sul fondello.
Intorno alle due del mattino del 22 agosto, il bambino suona alla porta di un casolare sito in via del Vingone 154, a oltre due chilometri di distanza da dove era parcheggiata l'automobile. Il proprietario, De Felice, sveglio per via del figlio che ha chiesto dell'acqua, si affaccia immediatamente alla finestra, e davanti alla porta vede il bambino che scorgendolo a sua volta gli dice: "Aprimi la porta perché ho sonno, ed ho il babbo ammalato a letto. Dopo mi accompagni a casa perché c'è la mi' mamma e lo zio che sono morti in macchina".

Dopo averlo soccorso, l'uomo gli chiede chiarimenti e il piccolo stentatamente riferisce altri particolari sul suo arrivo fin lì: "Era buio, tutte le piante si muovevano, non c'era nessuno. Avevo tanta paura. Per farmi coraggio ho detto le preghiere, ho cominciato a cantare 'La Tramontana'... La mamma è morta, è morto anche lo zio. Il babbo è a casa malato".
1 21 agosto 1968
2 14 settembre 1974
3 6 giugno 1981
4 22 ottobre 1981
5 19 giugno 1982
6 9 settembre 1983
7 29 luglio 1984
8 7/8 settembre 1985
Secondo un'altra versione, è proprio l'assassino a indicare al bambino la direzione del casolare e a cantargli La tramontana per tranquillizzarlo.

I Carabinieri, chiamati mezz'ora dopo da De Felice, si mettono alla ricerca dell'auto portandosi dietro il bambino. Intorno alle tre del mattino l'auto viene ritrovata grazie anche all'indicatore di direzione dell'auto rimasto acceso, nella strada che si trova su via di Castelletti, a 100 metri dal bivio per Comeana, in una zona abitualmente frequentata da coppie in cerca di intimità.

Stefano Mele, giudicato responsabile del delitto nei tre gradi di giudizio

Le indagini conducono al marito della donna, Stefano Mele, sospettato di aver commesso il delitto per gelosia il quale prima negò ogni addebito, poi accusò gli amanti della moglie (Salvatore e Francesco Vinci) e poi li scagionò, alla fine, il 23 agosto, dopo 12 ore di interrogatorio, confessò di essere lui il colpevole. Durante il sopralluogo effettuato quello stesso giorno, l'uomo diede l'impressione di essere totalmente incapace di maneggiare un'arma (come affermò il Colonnello dei Carabinieri Olindo Dell'Amico al Processo Pacciani dell'audizione del 22 aprile 1994), e confuse il finestrino dal cui esterno partirono i colpi; tuttavia dimostrò di conoscere tre particolari che poteva sapere solo avendo assistito alla scena del delitto, ossia il numero di colpi sparati (8), l'indicatore di direzione ancora acceso della vettura e la mancanza della scarpa sinistra dal piede di Lo Bianco. Il figlio, dopo aver raccontato di non aver sentito nulla, alla fine ammise di aver visto il padre.

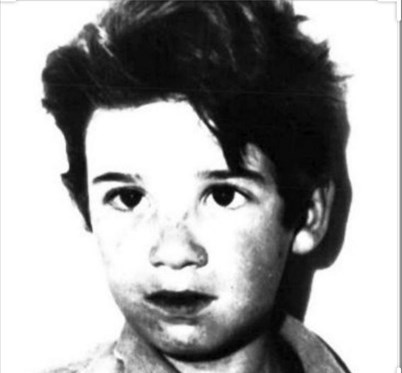
Natale Mele, detto "Natalino", figlio di Barbara Locci

Nel 1970 Mele fu condannato a 14 anni di carcere. La pena tiene conto del fatto che l'uomo venne riconosciuto parzialmente incapace di intendere e di volere. Gli vennero inoltre inflitti due anni di reclusione per calunnia contro i fratelli Vinci. Durante il processo, Giuseppe Barranca, cognato di Antonio Lo Bianco, collega di lavoro di Mele e anch'egli amante della Locci, raccontò che la donna, pochissimi giorni prima del delitto, si era rifiutata di uscire con lui dichiarando che "potrebbero spararci mentre siamo in macchina" e, in un'altra occasione, gli aveva raccontato che c'era un tale che la seguiva in motorino. Una deposizione analoga fu resa da Francesco Vinci, che parlò di un uomo in motorino che avrebbe pedinato la Locci durante i suoi appuntamenti con gli amanti.
Fino al 1982 non vi erano collegamenti fra questo delitto e quelli che dal 1974 verranno attribuiti al Mostro di Firenze; a seguito del ritrovamento in archivio di alcuni bossoli che, dopo le analisi, risultarono identici a quelli trovati sulle altre scene dei crimini, si dedusse che la pistola usata dal mostro era la stessa usata dall'assassino che aveva ucciso Antonio Lo Bianco e Barbara Locci nell'estate del 1968; nonostante questo collegamento, il duplice delitto non è mai stato attribuito comunque con certezza agli stessi autori degli altri omicidi.

### Pasquale Gentilcore e Stefania Pettini (14 settembre 1974)

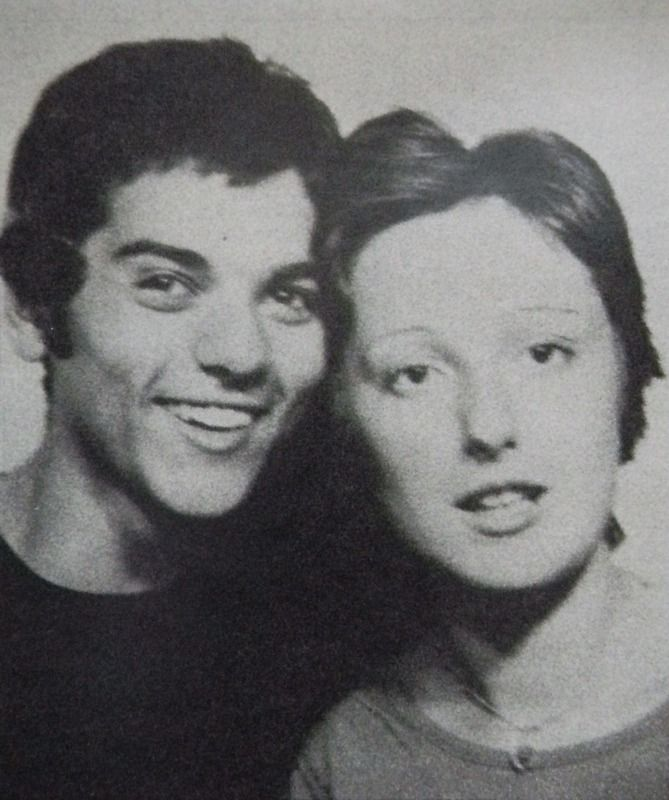
Pasquale Gentilcore e Stefania Pettini

Sabato 14 settembre 1974, Pasquale Gentilcore di 19 anni, di Arezzo e residente a Pontassieve e Stefania Pettini, 18 anni, di Vicchio, segretaria d'azienda, vengono uccisi nella località Fontanine di Rabatta, nel paese di Sagginale, una frazione del comune di Borgo San Lorenzo, mentre si trovavano fermi in una Fiat 127 lungo una strada sterrata; lui venne ucciso con cinque colpi di pistola mentre lei, dopo aver ricevuto tre colpi, ancora viva fu portata fuori dall'auto e accoltellata decine di volte e, infine, le venne inserito un tralcio di vite nella vagina; dopo l'omicida colpì con cinque colpi di coltello anche il corpo esanime di Pasquale nella zona del fegato. Il mattino successivo, i familiari dei due ragazzi, allarmati per il mancato rientro dei figli, si recarono dai carabinieri di Borgo San Lorenzo che li informarono del delitto, scoperto un'ora prima da un agricoltore della zona. Sul luogo del delitto vennero ritrovati dai carabinieri 5 bossoli calibro 22 Long Rifle; a seguito di una telefonata anonima verrà ritrovata anche la borsetta della ragazza in un campo a 300 metri dall'auto.
Il pomeriggio prima di essere uccisa la Pettini aveva confidato a un'amica di aver avuto un incontro sgradevole con uno sconosciuto ma non ebbe tempo di approfondire il fatto. Un amico della Pettini, titolare della scuola guida dove la ragazza stava conseguendo la patente, raccontò ai carabinieri di un pedinamento da parte di uno sconosciuto in auto durante una lezione di guida, il venerdì sera prima del delitto. In ogni caso la Pettini non fu la sola, tra le vittime femminili del maniaco, ad aver lamentato molestie da parte di ignoti poco prima dei delitti. Gli inquirenti esaminarono anche il diario della ragazza ma senza trovarvi alcuna annotazione insolita.

### Carmela De Nuccio e Giovanni Foggi (6 giugno 1981)

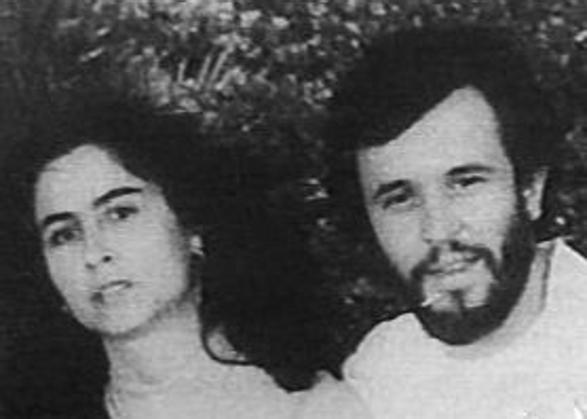
Carmela De Nuccio e Giovanni Foggi

Vincenzo Spalletti, sospettato e poi scagionato per il delitto De Nuccio e Foggi

Nel 1981 vennero commessi altri due duplici omicidi.
Il primo avvenne nella notte tra sabato 6 e domenica 7 giugno 1981 nei pressi di Mosciano di Scandicci: le vittime furono Carmela De Nuccio, pellettiera di 21 anni, originaria di Nardò, in provincia di Lecce, ma residente a Scandicci, e il suo ragazzo, Giovanni Foggi, 30 anni, di Pontassieve, dipendente dell'Enel. I due si conoscevano da pochi mesi ma avevano già programmato di sposarsi. La sera del delitto cenano a casa dei genitori di Carmela, poi, verso le 22:00, escono per una passeggiata e si appartano con l'auto, una Fiat Ritmo color rame, in una strada sterrata sulle colline di Roveta in una zona frequentata da coppiette e guardoni. Giovanni viene raggiunto da tre colpi di pistola esplosi attraverso il finestrino anteriore sinistro, mentre altri cinque proiettili colpiscono Carmela. In fase di sopralluogo verranno però rinvenuti solo cinque bossoli su otto, un particolare, quello dei bossoli mancanti, che si ripresenterà ancora nel 1983, nel 1984, e che già si era verificato nel 1968 e nel 1974. La ragazza viene tirata fuori dalla macchina e trascinata in fondo al terrapieno rialzato su cui corre la stradina, dove le verranno recisi i jeans e, per mezzo di tre precisi fendenti, le verrà asportato interamente il pube. I corpi dei due giovani saranno rinvenuti il mattino dopo. L'uomo è ancora a bordo dell'auto, come nel delitto del 1974. Anche in questa occasione le armi usate sono la Beretta calibro 22 e un coltello e si verifica l'accanimento sui cadaveri, soprattutto su quello della donna. Altre analogie con il delitto precedente sono la borsetta della ragazza rovistata e il contenuto gettato a terra senza che però questa volta risulti mancare nulla. Per il delitto viene inizialmente sospettato l'ex fidanzato della De Nuccio, che in passato aveva avuto screzi con lei, ma il giovane risultò avere un alibi. Venne poi arrestato Vincenzo Spalletti, un autista di ambulanze noto come guardone nella zona, la cui autovettura era stata vista nei pressi del luogo del delitto e che aveva raccontato in un bar di aver scoperto due cadaveri fornendo particolari che non risultavano ancora noti al pubblico. Mentre Spalletti si trovava in carcere sua moglie e suo fratello ricevettero alcune telefonate anonime in cui veniva loro assicurato che il loro congiunto sarebbe stato presto scagionato, cosa che in effetti accadrà nell'ottobre dello stesso anno a seguito di un nuovo duplice delitto che scagionerà completamente Spalletti.

### Stefano Baldi e Susanna Cambi (22 ottobre 1981)

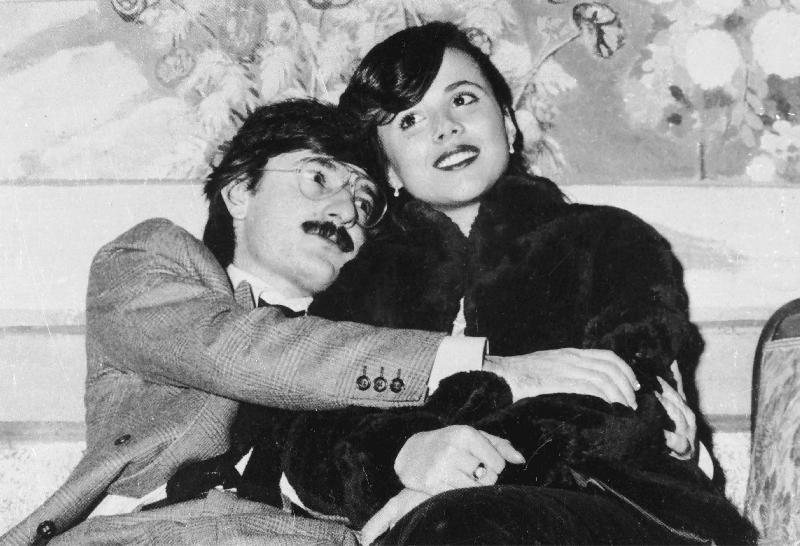
Stefano Baldi e Susanna Cambi

Il 22 ottobre 1981, giovedì, quattro mesi dopo il precedente omicidio, a Travalle di Calenzano vicino a Prato, in località Le Bartoline, lungo una strada sterrata che attraversa un campo, a poca distanza da un casolare abbandonato, vennero uccisi Stefano Baldi, di 26 anni, operaio tessile di Prato, e Susanna Cambi, impiegata di 24 anni di Firenze. I due, che avrebbero dovuto sposarsi entro pochi mesi, avevano cenato a casa di Stefano, quindi erano usciti a bordo dell'auto del giovane, una golf I nera, e non avevano più fatto ritorno. Alcuni amici del ragazzo riferirono che Baldi inizialmente doveva allenarsi a calcio con loro (il giovedì era dedicata all'allenamento della squadra di calcio "Rangers" iscritto al torneo UISP) ma poi aveva cambiato idea decidendo di trascorrere la serata (vigilia di uno sciopero generale) con la fidanzata. La Cambi viene raggiunta e uccisa da cinque colpi, mentre il ragazzo viene colpito quattro volte. Le cartucce provengono dalla stessa arma usata nei precedenti delitti e verranno reperiti solo 7 dei 9 bossoli sparati. Le modalità sono le stesse dei delitti precedenti comprese le mutilazioni sul corpo della ragazza. Una coppia di testimoni vide un'automobile sportiva che procedeva veloce dalla zona del delitto e fornirono un primo identikit dell'uomo alla guida. Un'altra segnalazione fu quella di un'altra coppia di ragazzi appartati in macchina nella zona che videro un uomo che si dileguava. Uno di questi identikit venne pubblicato nel giugno 1982. L'altro identikit, invece, non è mai stato pubblicato. Anche in questo caso verranno ritrovati gli oggetti contenuti nella borsetta della ragazza sparsi nelle zone circostanti il luogo del delitto. Il corpo di Susanna Cambi presenta ferite da arma da taglio, almeno quattro, di cui tre alla schiena. La morte, secondo i medici legali, è avvenuta intorno alla mezzanotte.

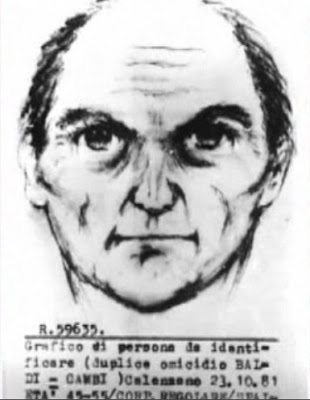
Identikit dell'uomo visto a Calenzano, pubblicato nel giugno 1982

### Paolo Mainardi e Antonella Migliorini (19 giugno 1982)

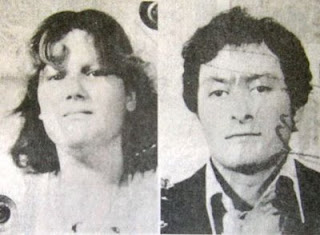
Antonella Migliorini e Paolo Mainardi

La notte di sabato 19 giugno 1982, a Baccaiano di Montespertoli, vennero uccisi Paolo Mainardi, meccanico di 22 anni, nato a Empoli ma residente a Montespertoli, e Antonella Migliorini, di 19, anche lei di Montespertoli, dipendente di una ditta di confezioni. I due erano a bordo di un'auto Fiat 127 parcheggiata in uno slargo lungo la strada provinciale in località Baccaiano, frazione di Montespertoli; nelle ultime settimane Antonella aveva confidato ad amiche e colleghe di aver paura del maniaco delle coppiette e che avrebbe evitato di appartarsi in luoghi isolati col fidanzato.
L'assassino sparò i primi colpi contro Paolo Mainardi che però rimase solo ferito riuscendo così, secondo la versione più accreditata, a rimettere in moto l'auto e ad attraversare trasversalmente la strada finendo nel fosso sul lato opposto; l'assassino quindi sparò ancora verso i due ragazzi uccidendo però solo la ragazza per poi allontanarsi senza mutilare il cadavere della ragazza; quando poco dopo i due vennero ritrovati, Mainardi era ancora vivo e venne trasportato in ospedale dove morì senza riprendere conoscenza; sul luogo del delitto vennero poi ritrovati bossoli della stessa arma dei delitti precedenti.

#### Collegamento con il delitto del 1968
Dopo questo delitto gli inquirenti collegarono i quattro delitti del 1974, 1981 e 1982 a quello del 1968. Le modalità dell'ultimo delitto ricordarono a un maresciallo dei carabinieri il delitto Locci e Lo Bianco del 1968 per il quale era stato condannato reo confesso Stefano Mele e nel quale l'arma era la stessa dei diversi delitti; Mele non può ovviamente essere l'assassino del 1982 e, secondo le sentenze dei processi degli anni novanta, venne sancito che l'arma usata nei delitti era la stessa ma usata da persone diverse. Mele venne interrogato e questi tornò ad accusare Francesco Vinci; Vinci era stato nel frattempo arrestato ad agosto 1982 per maltrattamenti e, due mesi dopo, venne anche accusato di essere il “mostro di Firenze”. A seguito però di un successivo delitto ascrivibile al Mostro, Vinci venne scarcerato e le accuse vennero ritirate. La sentenza di condanna definitiva a carico di Mele non verrà comunque mai revisionata.
Il 20 luglio 1982 era stato anche ritrovato un sacchetto contente cinque bossoli e cinque proiettili negli atti del processo a carico di Mele per il duplice omicidio del 1968 e risulteranno sparati dalla pistola del Mostro.

Due atti firmati dal PM Della Monica e dal giudice istruttore Vincenzo Tricomi risalenti ad agosto e ottobre del 1982 testimoniano che era stato un suggeritore anonimo a instradare gli investigatori sul delitto del 1968. Così il Pm Silvia Della Monica si rivolge al comando del Nucleo Investigativo dei Carabinieri nella richiesta datata 20 agosto 1982:
“Il giudice istruttore del Tribunale di Firenze dr. Vincenzo Tricomi segnalava a questo Ufficio l'importanza di una lettera anonima, indirizzata alla scrivente e trasmessa per indagine a codesto reparto (il nucleo investigativo dei carabinieri NDR), la quale evidenziava come i duplici omicidi commessi dal "Mostro" fossero cinque e non quattro, richiamando l'attenzione su un episodi analogo avvenuto in passato, in altra località della Provincia."
Il giudice Tricomi, supervisore delle indagini sul Mostro, ribadisce la sua versione in una richiesta datata 29 ottobre 1982
“A seguito di segnalazione anonima che esisteva un quinto duplice omicidio commesso dal cosiddetto Mostro..."
L'importanza per le indagini che riveste uno scrivente anonimo in concomitanza con le prime fasi di ricerca sul crimine di Signa risulta anche da un articolo pubblicato lo stesso giorno del rinvenimento dei bossoli e dei proiettili del Mostro fra le carte del fascicolo Mele. La scoperta dell'articolo viene fatta dal ricercatore amatoriale De Gothia. Il 20 luglio 1982, La Nazione pubblica a pagina 20 un appello firmato dal comando del Nucleo Operativo dei carabinieri di Firenze rivolto a una persona che li avrebbe aiutati nelle indagini sul Mostro e che, nell'ultima di tre lettere, si è firmata "un cittadino amico", allo scopo di convincerlo a mettersi in contatto con loro. Questo è il testo completo del trafiletto:
Un appello è rivolto dal comando del nucleo investigativo dei carabinieri di Borgo Ognissanti a una persona che ha dato più volte un contributo anonimo all'indagine sui delitti del maniaco, il cosiddetto “mostro”, perché si rimetta in contatto con loro. L'uomo, che nella sua ultima lettera si è firmato “un cittadino amico” e che ha scritto tre volte affermando di non rivelare la sua identità per non essere preso per mitomane, dovrebbe fornire di nuovo la sua collaborazione, magari anche solo telefonando al nucleo investigativo dei carabinieri.

### Horst Wilhelm Meyer e Jens-Uwe Rüsch (9 settembre 1983)

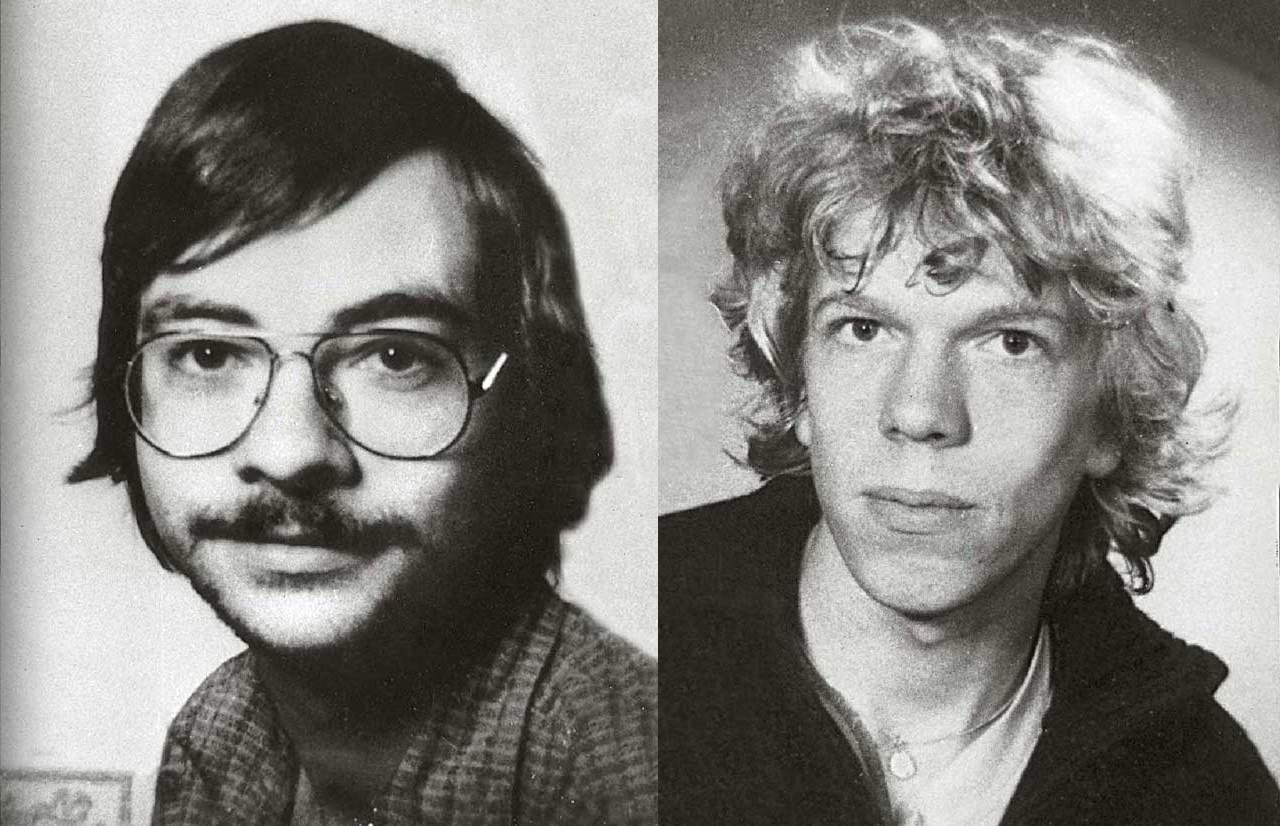
Horst Wilhelm Meyer e Jens-Uwe Rüsch

Furgone Volkswagen trovato poco dopo l'omicidio

Venerdì 9 settembre 1983, a Giogoli, vennero assassinati con sette colpi di pistola due ragazzi tedeschi, Jens-Uwe Rüsch e Horst Wilhelm Meyer, entrambi di 24 anni, studenti presso l'Università di Münster che stazionavano a bordo di un furgone Volkswagen, forse scambiati per una coppia. Le indagini permisero di stabilire che i colpi erano stati sparati da un'altezza di almeno un metro e 30 centimetri da terra il che fece supporre che l'assassino fosse alto almeno 1 metro e 80.
Venne ipotizzato che l'assassino, non potendo essere Stefano Mele, il quale era detenuto nel periodo dei delitti, e neppure Francesco Vinci, potesse invece essere un altro personaggio appartenente alla loro cerchia di frequentazioni e conoscenze. Furono pertanto indiziati e inquisiti Giovanni Mele, fratello di Stefano, e Piero Mucciarini, cognato di Giovanni Mele. Sulla base di nuove rivelazioni di Stefano Mele, che in alcune deposizioni accusò il fratello e il cognato di aver partecipato all'omicidio della moglie, e con l'aggravante di alcuni indizi materiali (tra cui un bisturi in possesso di Giovanni Mele), Piero Mucciarini e Giovanni Mele restano per otto mesi detenuti con l'accusa di essere gli autori dei duplici omicidi. I due verranno poi scarcerati, per uscire definitivamente dall'inchiesta, non essendoci a loro carico indizi tali da giustificarne il rinvio a giudizio, e soprattutto essendo i due detenuti in carcere nel periodo in cui fu commesso l'omicidio di Claudio Stefanacci e Pia Rontini. Per un certo periodo venne indagato per gli omicidi anche Salvatore Vinci, fratello di Francesco. Stefano Mele morì nel 1995 per una crisi cardiaca sopravvenuta a seguito di un intervento chirurgico, mentre risiedeva in un ospizio per ex detenuti a Ronco all'Adige, presso Verona.

### Pia Rontini e Claudio Stefanacci (29 luglio 1984)
Le vittime del penultimo delitto furono Pia Gilda Rontini, ragazza di 18 anni da poco tempo impiegata in un bar di Vicchio, e Claudio Stefanacci, studente universitario di 21 anni; i due ragazzi erano in una Fiat Panda parcheggiata in fondo a una strada sterrata trasversale della via provinciale nei pressi di Vicchio quando vennero aggrediti a colpi di pistola; dall'analisi dei corpi si è ipotizzato che il primo colpo avrebbe colpito il ragazzo che si trovava sul sedile posteriore, attraversando il finestrino della portiera destra; il ragazzo venne colpito in tutto quattro volte (di cui una alla testa) mentre la ragazza riuscì a fuggire e venne colpita prima alla schiena e poi alla fronte. L'arma era la stessa dei precedenti delitti. Successivamente il corpo della ragazza venne mutilato con l'asportazione del pube e del seno sinistro mentre sul corpo del ragazzo vennero inferte una decina di coltellate.

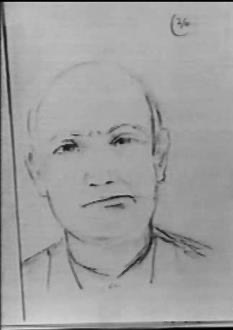
Identikit dell'uomo visto da Baldo Bardazzi poche ore prima dell'omicidio del 1984

La madre del ragazzo, impensierita del ritardo, andò a cercarlo dagli amici i quali, conoscendone le abitudini, provano a cercarlo dove sapevano che si appartava in auto, scoprendo così i cadaveri; anche la madre della ragazza era preoccupata per l'insolito ritardo della figlia che al momento di uscire di casa, poco dopo le 21, aveva promesso di rientrare entro un'ora essendo stanca per aver lavorato tutto il giorno.
Anche in questo caso pare che la vittima femminile avesse subito molestie da parte di ignoti nei giorni precedenti al delitto. Un'amica di Pia, conosciuta durante un soggiorno di studio in Danimarca e che in seguito aveva intrattenuto con lei relazioni di corrispondenza, riferì tempo dopo di aver ricevuto una telefonata dalla giovane, pochissimo tempo prima del delitto, in cui Pia le riferiva che nel bar dove lavorava "c'erano persone poco piacevoli assieme alle quali si sentiva molto insicura".
Nel marzo del 1994 vennero profanate da ignoti le tombe dei due ragazzi assassinati; Renzo Rontini, padre della ragazza, si è impegnato profondamente per la ricerca della verità sul caso fino alla sua morte, avvenuta per un attacco cardiaco nel dicembre 1998.

### Jean-Michel Kraveichvili e Nadine Mauriot (8 settembre 1985)

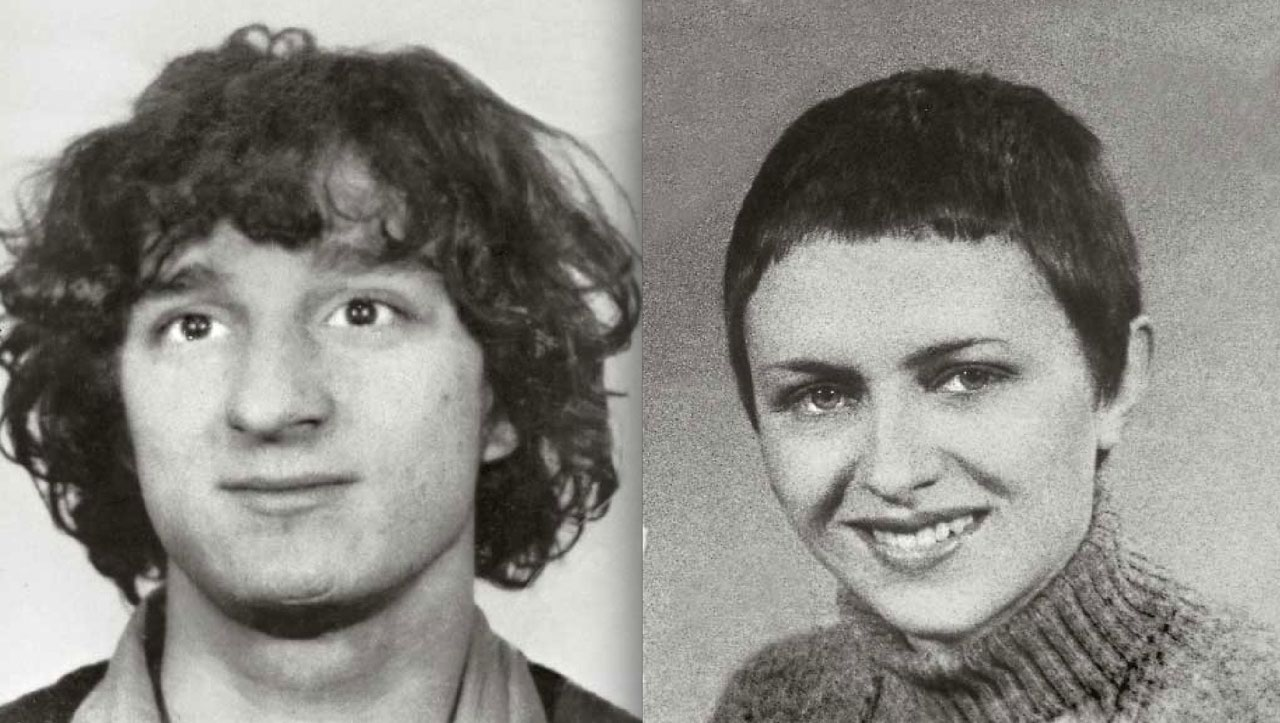
Jean-Michel Kraveichvili e Nadine Mauriot

L'ultimo duplice delitto (quello su cui si hanno più particolari e riscontri) avvenne in località Scopeti, nella campagna di San Casciano in Val di Pesa; le vittime erano due francesi, Jean-Michel Kraveichvili, 25 anni, pugile di origine georgiana, e Nadine Mauriot, 36 anni, titolare di un negozio di calzature, madre di due bambine piccole recentemente separata dal marito, entrambi provenienti da Audincourt in Francia, che si trovavano accampati in una tenda vicino la loro golf II dove vennero aggrediti la notte dell'8 settembre 1985; dopo i primi spari il ragazzo cercò di fuggire ma venne ucciso da altri colpi di pistola mentre la ragazza venne uccisa all'interno della tenda e, anche in questo caso, venne mutilata in maniera analoga ai casi precedenti. Qualche giorno dopo la scoperta dei corpi la procura di Firenze ricevette una busta anonima contenente un lembo di seno sinistro di Nadine Mauriot.
Durante il processo contro i "compagni di merende", la difesa di uno degli imputati, tramite una perizia, ipotizzò che la data del delitto fosse antecedente per la presenza sui cadaveri delle vittime di larve di mosca che necessitano dalle 18 alle 24 ore per svilupparsi;, tale tesi fu sostenuta anche dal Medico legale Prof Mauro Maurri, successivamente, la stessa tesi venne avanzata in un reportage televisivo di Paolo Cochi. Questa tesi risultò però in contrasto con le dichiarazioni di tutti i testimoni che avevano visto i due ragazzi ancora in vita prima di domenica 8.
Le modalità dell'aggressione sono simili a quelle precedentemente messe in pratica dall'omicida, eccettuato il fatto che, in questo caso, le vittime non si trovavano in auto ma in una tenda piantata vicino alla propria auto: l'assassino, dopo aver reciso con un coltello il telo esterno della tenda sulla parte posteriore, si sposta verso l'ingresso della tenda e spara. Nadine muore subito; Jean-Michel, ferito non mortalmente, riesce a uscire dalla tenda e a fuggire verso il bosco, ma viene raggiunto dall'omicida che lo finisce a coltellate e poi ne occulta il corpo, cercando di nasconderlo tra alcuni rifiuti in un posto poco distante dalla tenda. Dopo essere stato estratto dalla tenda al fine di praticare le mutilazioni sul pube e sulla mammella sinistra, anche il cadavere della donna viene in qualche modo occultato e risistemato all'interno della tenda in modo che non sia subito visibile.
Il 3 dicembre 2018, 33 anni dopo l'omicidio, viene rinvenuta una nuova ogiva di proiettile in un cuscino della tenda da campeggio dei due giovani francesi, che consente agli inquirenti di acquisire nuove informazioni e smentire o confermare le molteplici teorie sui possibili responsabili.

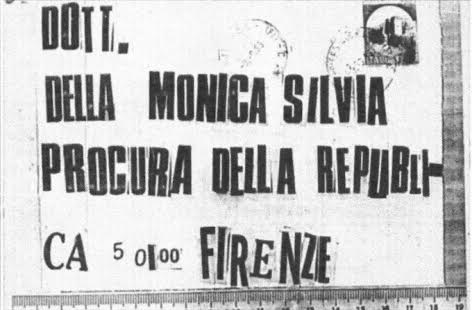
Lettera inviata dal Mostro di Firenze alla procuratrice Silvia Della Monica

#### Le lettere anonime
Una prima lettera venne recapitata presso la Procura della Repubblica di Firenze il 10 settembre 1985, indirizzata alla procuratrice Silvia Della Monica che, dai primi mesi del 1984, aveva delegato le indagini ai colleghi per occuparsi di altri casi. Sul fronte della busta regolarmente affrancata si legge il recapito composto da ritagli di giornale, "DOTT. DELLA MONICA SILVIA PROCURA DELLA REPUBLICA 50I00 FIRENZE". L'autore per incollare le lettere e il francobollo aveva utilizzato una colla a base di destrina, mentre per sigillare la lettera non ha utilizzato la saliva, bensì una comune colla UHU. All'interno della busta era presente un foglio piegato su stesso e incollato accuratamente lungo i margini con colla UHU extra-forte e, all'interno di tale foglio, giaceva un sacchetto in polietilene contenente un lembo di seno. Nel 2020 la rivista è stata identificata dalla ricercatrice Valeria Vecchione nel n. 51 del 21 dicembre 1984 del periodico Gente, in circolazione nel corso della settimana precedente.
Oltre a questo plico giunsero alla Procura di Firenze altre lettere: il 1º ottobre, vengono recapitate due buste anonime indirizzate ai due sostituti procuratori Paolo Canessa e Francesco Fleury che contengono la fotocopia di un articolo della Nazione del 29 settembre 1985 (scritto da Mario Spezi) dal titolo "Altro errore del mostro" e sottotitolo "la notte del delitto tutte le strade erano controllate e la sua auto potrebbe essere stata segnalata da un casellante". Sul bordo della fotocopia vi è il seguente testo scritto con macchina da scrivere: "uno a testa vi basta". All'interno della busta infatti, oltre all'articolo di giornale, vi era un foglio di carta sul quale era stato pinzato un dito di guanto di tipo chirurgico contenente una cartuccia marca Winchester calibro 22 con "H" impressa sul fondello. Il 5 ottobre giunge in procura un'altra lettera, indirizzata al sostituto procuratore Piero Luigi Vigna e contenente dei guanti di tipo chirurgico e un dito di guanto contenente una cartuccia marca Winchester calibro 22 con "H" impressa sul fondello del bossolo. Su tutte e tre le lettere il nome e l'indirizzo del destinatario sono stati scritti a macchina. Gli esami biologici evidenziarono che sui lembi delle tre buste c'erano tracce di saliva che diedero esito positivo di appartenenza a un soggetto con gruppo sanguigno A. Non esiste però alcuna certezza che questo messaggio sia stato inviato dall'assassino, poiché esso non conteneva alcuna prova inequivocabile della provenienza da parte del responsabile e non di un mitomane. Il brandello di seno spedito al PM rimane l'unico messaggio inequivocabilmente inviato dagli/dall'assassino/i agli inquirenti.

## Indagini

### Pista sarda
Per il duplice omicidio del 1968, Stefano Mele, marito di una delle vittime, dopo un'iniziale confessione seguita da alcune ritrattazioni e poi da una nuova confessione, venne condannato in via definitiva dal Tribunale di Perugia, il 12 aprile 1973. Nel 1982, all'interno del fascicolo su Mele, vennero rinvenuti cinque bossoli e cinque proiettili che, dalle successive analisi, risultarono sparati dalla stessa arma usata nei delitti del Mostro. Mele però era in carcere nel 1974, all'epoca del primo duplice omicidio certamente del maniaco, e pertanto le indagini si indirizzarono nei confronti di coloro che nel 1968 erano stati indicati da Mele come responsabili del primo delitto, tutti di origine sarda, per cui si incominciò a parlare di "pista sarda". Questa indagine, sviluppatasi nel corso degli anni '80, rappresentò il principale filone di indagine fino alla sua chiusura nel 1989 in quanto il serial killer aveva continuato a uccidere mentre tutti i sardi coinvolti nelle indagini, escluso due, erano in carcere.
Gli investigatori interrogarono Mele che tornò ad accusare Francesco Vinci che nell'agosto 1982 era in carcere per maltrattamenti alla moglie. Vinci era stato a suo tempo amante della moglie di Mele e aveva addirittura abbandonato la famiglia per vivere con la donna, venendo denunciato dalla moglie per abbandono del tetto coniugale e concubinato. Venne pertanto posto in stato di fermo con l'imputazione di maltrattamenti al coniuge e, mentre era in carcere, due mesi dopo venne anche accusato di essere il “mostro”; a seguito però di un nuovo omicidio, quello del 1983, ascrivibile al mostro, venne scagionato dall'accusa. Anni dopo, nel 1993, fu trovato assassinato, insieme con un amico, Angelo Vargiu, in una pineta nei pressi di Chianni; i loro corpi, incaprettati, erano stati rinchiusi nel bagagliaio di una Volvo data alle fiamme; venne però escluso un collegamento con la vicenda del mostro. L'inchiesta si chiuse nel 1989 con un nulla di fatto.

### Ipotesi Pacciani

Pietro Pacciani nella prima metà degli anni ottanta

Ruggero Perugini, capo del SAM

Dopo l'ultimo omicidio del 1985 le indagini proseguirono senza sviluppi significativi fino al 1991 quando la SAM (Squadra Anti-Mostro), il pool di forze dell'ordine che indagava esclusivamente sugli omicidi del mostro dal 1984 e guidata da Ruggero Perugini, incominciò a indagare su Pietro Pacciani, mentre questi si trovava in carcere per la condanna per stupro nei confronti delle sue due figlie; anche una lettera anonima risalente al 1985 e successiva all'ultimo delitto del mostro, invitava gli inquirenti a indagare su di lui e per questo la casa di Pacciani venne perquisita senza però esito positivo e questa pista venne abbandonata; Pacciani era schedato fra le migliaia di persone aventi le caratteristiche per essere l'assassino e, dopo una scrematura, il suo nome rimase fra i pochi potenziali responsabili.
Nato ad Ampinana di Vicchio il 7 gennaio 1925, località " 'i barzo ", dai contadini originari del Pian dei Segni Antonio Pacciani e Rosa Bambi, ex partigiano soprannominato il Vampa per il suo carattere irascibile, nel 1951, a 26 anni, sorprese l'allora fidanzata, Miranda Bugli di 16 anni, in atteggiamenti intimi con un altro uomo, il cenciaiolo Severino Bonini; questa gli disse di essere stata violentata e lo incitò ad ammazzare lo stupratore; Pacciani, sconvolto alla vista della donna seminuda, pugnalò Bonini 19 volte, uccidendolo. Per questo omicidio Pacciani venne condannato a otto anni di carcere e la ragazza a cinque. Pacciani disse poi che aveva avuto un raptus vedendo la fidanzata davanti all'amante con il seno sinistro nudo. Uscito di prigione il 4 luglio 1964, si ristabilì nel comune di Vicchio assieme alla madre, rimasta nel frattempo vedova. Il 25 giugno 1965 sposò a San Godenzo Angiolina Manni, dalla quale ebbe le figlie Rosanna (1966) e Graziella (1967).
Nel 1993 Pacciani venne accusato di essere il responsabile degli otto duplici omicidi. Gli inquirenti si convincono, accumulando indizi, che Pacciani sia l'assassino seriale con la tesi che ucciderebbe le coppie per rivivere, da "vincitore", il delitto del 1951, accanendosi particolarmente sulla donna che simboleggia l'ex-fidanzata che l'ha tradito. Gli indizi erano vari: Pacciani scriveva la parola Repubblica con una sola B (come scritto nella busta col lembo di seno inviata dall'assassino nel 1985), possedeva giornali e riviste che parlavano dei delitti del Mostro di Firenze e foto con pubi segnati a matita e aveva scritto su un foglio un numero di targa di un'auto appartenente a una coppia che si appartava nella zona degli Scopeti, luogo del delitto del settembre 1985. Inoltre Pacciani aveva legami (alcuni espliciti, altri più forzati) con tutti i luoghi dove avvennero gli otto duplici omicidi; aveva vissuto e lavorato nelle due aree dove il "mostro" aveva colpito più spesso: il Mugello e la Val di Pesa; aveva un ipotetico legame anche con Signa (poiché nel 1968 vi risiedeva l'ex-fidanzata Miranda Bugli, che in seguito visse anche a Scandicci), e Calenzano (poiché là viveva l'amico Giovanni Faggi). Inoltre deteneva una cartuccia trovata in giardino che sarebbe potuta essere come quelle usate dal responsabile dei delitti, un blocco da disegno e un portasapone che l'accusa ipotizzò fossero appartenute alle vittime del delitto del 1983. Era una persona sessualmente perversa e violenta, anche dopo l'omicidio del 1951, e non soltanto nei confronti della famiglia, come quando prese a calci e colpi di pala un guardiacaccia che finì ricoverato per 26 giorni in ospedale. Anche le sequenze temporali rendevano plausibile l'ipotesi: uscito dal carcere nel 1964, Pacciani era libero di colpire dal 1968 in poi; specularmente, l'ultimo omicidio riconducibile al Mostro risaliva al 1985, e Pacciani sarebbe tornato in carcere solo nel 1987.
L'opinione pubblica fu sostanzialmente divisa in due sulla sua colpevolezza riguardo ai delitti. Ciò che è biograficamente certo, di là dalle varie teorie sull'identità dell'assassino, è che Pacciani era un personaggio alquanto particolare: bugiardo cronico, poeta e pittore autodidatta per hobby, cimentatosi in mille mestieri. La sua indole violenta si riversò negli anni sulla moglie (bastonata e costretta a rapporti sessuali), e sulle loro due figlie, tenute segregate in casa, nutrite con cibo per cani, picchiate, violentate con falli artificiali e zucchine, costrette a vedere foto pornografiche del padre ripresosi in pose oscene; le due figlie se ne andarono di casa non appena diventarono maggiorenni, rompendo definitivamente i rapporti con il padre, e poco dopo aver lasciato l'abitazione, lo denunciarono per stupro (accusa per cui Pacciani è stato condannato in via definitiva, restando in carcere dal 1987 al 1991).

### Ipotesi sull'identità del colpevole
Il profilo dell'assassino che emerse dall'attività investigativa degli anni '80 era quello di un uomo destrimane della zona, iposessuale, feticista, d'intelligenza normale o superiore alla media. Queste caratteristiche psicofisiche vennero ipotizzate in una perizia dell'Università di Modena e, in parte, nel profilo della Behavioral Science Unit dell'FBI. Nelle premesse del loro studio, gli agenti dell'FBI sottolinearono che la profilazione criminale non è immune da errori e non garantisce certezze scientifiche sebbene si fondi su ipotesi basate sulla letteratura scientifica e sulle ricerche statistiche. Alcuni esperti ipotizzarono che l'assassino fosse alto 180 cm in base ai fori di ingresso nel furgoncino delle vittime del 1983, dato che forse potrebbe essere confermato da una possibile impronta di un ginocchio lasciata dall'assassino nell'omicidio di Vicchio. Tuttavia, queste ipotesi sull'altezza dell'assassino vennero considerate scientificamente labili e non inficiarono la condanna in primo grado inflitta a Pacciani, alto 165 cm circa, come unico assassino seriale. In base ad altre considerazioni, infatti, l'assassino seriale fiorentino sarebbe di altezza media o persino modesta.

## Processi

### Processo a Pacciani

Pacciani a processo, gennaio 1994

Pacciani venne arrestato il 17 gennaio 1993 con l'accusa di essere l'omicida delle otto coppie. Il 19 aprile 1994, con il collegio difensivo composto dagli avvocati Pietro Fioravanti e Rosario Bevacqua, ebbe inizio il processo di primo grado, presieduto da Enrico Ognibene, con l'accusa rappresentata dal sostituto procuratore Paolo Canessa, processo che rivelò anche le violenze familiari commesse dal contadino, e che si concluse il 1º novembre 1994 con la condanna dell'imputato all'ergastolo da parte della corte d'assise di Firenze con l'accusa di essere il responsabile di quattordici dei sedici omicidi per cui era imputato (venne ritenuto non colpevole del primo duplice omicidio del 1968). Verrà però assolto, quindici mesi più tardi, il 13 febbraio 1996, nel secondo grado di giudizio dalla corte d'assise d'appello di Firenze per non aver commesso il fatto, e dunque scarcerato. Il magistrato presidente della corte d'assise d'appello, Francesco Ferri, criticò aspramente l'impianto accusatorio contro Pacciani (mettendo poi, nero su bianco, tutte le critiche all'indagine in un libro); l'assoluzione viene chiesta anche dal PM del processo d'appello, Piero Tony. Successivamente però, il 12 dicembre 1996, la Cassazione annullò l'assoluzione e dispose un nuovo processo d'appello, che non verrà mai celebrato a causa della morte di Pacciani, il 22 febbraio 1998. Il processo d'appello a carico di Pacciani fu giudicato viziato da un errore tecnico, che non consentì di sentire e verbalizzare le testimonianze di quattro persone (i testi Alfa, Beta, Gamma e Delta), tra i quali c'era anche Lotti, che pochi mesi dopo si accuserà di alcuni degli omicidi come complice di Vanni e Pacciani.
Per la condanna di Pacciani in primo grado furono valutati vari elementi, perlopiù di valore indiziario. Intercettazioni ambientali di violenti rimproveri alla moglie Angiolina (che in sé non provavano niente, ma che indebolirono l'immagine di uomo mite e inoffensivo che Pacciani voleva dare di sé), una cartuccia per pistola (in appello poi giudicata come "priva di valore" in un'"inchiesta inquinata") compatibile con i bossoli trovati sui luoghi degli omicidi e rinvenuta nell'orto di Pacciani, alcuni oggetti che l'accusa ritenne appartenessero ad alcune delle vittime oltre alle testimonianze di alcune persone che lo riconobbero nei luoghi degli omicidi perlopiù in veste di guardone. Un elemento dapprima trascurato nei processi contro Pacciani fu l'insieme dei grossi movimenti di denaro sul conto bancario dell'agricoltore, cifre forse troppo cospicue all'epoca dei fatti per un semplice contadino quale lui era. Questo denaro venne considerato come indizio del suo coinvolgimento solo nelle inchieste successive alle condanne ai "compagni di merende", quando si ipotizzò che Pacciani e i suoi compari di bevute ricevessero denaro per eseguire gli omicidi su commissione da parte di mandanti mai identificati.
La tesi che vuole Pacciani capo-assassino mercenario su commissione è incompatibile con quella del processo del 1994, dove Pacciani era accusato di essere un omicida seriale solitario fin dal delitto di Signa del 1968. Solo a metà degli anni novanta, con l'arrivo a capo della Squadra mobile di Firenze di Michele Giuttari le indagini si concentrarono più dettagliatamente anche su alcuni amici di Pacciani coinvolti nella vicenda, Mario Vanni, Giancarlo Lotti, Fernando Pucci e Giovanni Faggi (quest'ultimo assolto, in tutti e tre i gradi di giudizio, da ogni accusa riguardante gli omicidi). Un altro agricoltore della zona, Giorgio Rea, venne inizialmente sospettato per via dell'amicizia decennale che lo legava a Pacciani, Vanni, Lotti, Pucci e Faggi, ma i sospetti caddero quasi subito nel corso di pochi giorni. A seguito dell'assoluzione di Pacciani nel processo d'appello, la moglie decise di andarsene da casa per non avere rapporti col marito e nel luglio dello stesso anno avviò le pratiche per la separazione. Nel dicembre del 1996 Pacciani venne rinviato a giudizio per sequestro e maltrattamenti ai danni della moglie. In particolare gli inquirenti addebitavano a Pacciani di aver aggredito la moglie nel 1992, al ritorno della stessa da un interrogatorio durante il quale la signora avrebbe rilasciato dichiarazioni compromettenti per il marito a causa del possesso di un fucile mai denunciato, anche se si trattava di un'arma che non era sicuramente quella usata per i delitti. La reazione di Pacciani fu registrata e ascoltata in diretta dalla polizia che aveva apposto alcune microspie nella casa del contadino.

#### Morte di Pacciani
Pacciani, dopo la sentenza di assoluzione di secondo grado, tornò a casa sua a Mercatale dove, il 22 febbraio 1998, alla vigilia dell'inizio del secondo processo d'appello, venne trovato morto. Venne ipotizzato che potesse essere stato ucciso ma poi l'autopsia sancì le cause naturali della morte. Questo pose fine anche al procedimento giudiziario nei suoi confronti. Venne seppellito nel cimitero di Mercatale ma anni dopo, nel 2013, per evitare anche l'interesse di curiosi nei confronti della tomba, i suoi resti vennero spostati in una fossa comune.

### Processo ai "compagni di merende"

#### Mario Vanni

Mario Vanni, colui che peraltro diede origine all'espressione "compagni di merende", qui agli arresti domiciliari, 24 dicembre 1997

Mario Vanni, nato a San Casciano in Val di Pesa il 23 dicembre 1927, portalettere in pensione, detto Torsolo per indicare una persona impacciata e goffa, è rimasto particolarmente famoso come inventore involontario della locuzione "compagni di merende", che i media ricavarono dalla caricatura di una sua espressione. Sentito infatti come testimone al processo contro Pacciani, il postino, alla domanda «Signor Vanni, che lavoro fa lei?» rispose incominciando la sua deposizione in modo inatteso e illogico dicendo «Io sono stato a fa' delle merende co' i' Pacciani no?», suscitando così l'ilarità generale e facendo supporre al PM che l'interrogato fosse stato istruito a dare precise risposte. Il suo continuo, goffo e reticente riferimento a tali merende, oltre a determinarne l'incriminazione, produsse l'ironico modo di dire, usato per indicare persone legate da un rapporto losco o comunque poco onesto.
Vanni venne arrestato in concomitanza con l'assoluzione, poi annullata, di Pietro Pacciani, per concorso in duplice omicidio e vilipendio di cadavere, messo in atto secondo l'accusa proprio assieme a Pacciani. Durante lo svolgimento del processo Vanni si dimostrò poco lucido e venne spesso richiamato e allontanato dall'aula, fino a essere espulso dopo aver minacciato il PM Paolo Canessa con l'espressione «poi ci sarà il Signore che punirà il signor Canessa co' un malaccio 'nguaribile che gli toccherà patire come un cane» e aver vantato la sua fede politica per Mussolini gridando in aula «Viva il Duce, il lavoro e la libertà! Ritorneremo! Prima o dopo». Tuttavia, il suo avvocato difensore Nino Filastò riuscì in seguito a farlo riammettere in aula.
Vanni fu condannato al carcere a vita per quattro degli otto duplici omicidi e la pena fu resa definitiva nel 2000 dalla Corte di Cassazione. Nel 2004 la pena gli venne sospesa per motivi di salute, in quanto affetto da demenza senile. Vanni trascorse i suoi ultimi cinque anni di vita in una casa di riposo per anziani non autosufficienti a Pelago, in provincia di Firenze. Ricoverato il 12 aprile 2009 nell'ospedale di Ponte a Niccheri, morì il giorno dopo, all'età di 81 anni.

#### Giancarlo Lotti

Giancarlo Lotti nel 1996

Giancarlo Lotti era nato a San Casciano in Val di Pesa, il 16 settembre 1940. Rimasto orfano di entrambi i genitori in giovane età e isolato dai parenti, era un disoccupato che in precedenza aveva svolto solo piccoli lavori saltuari. Alcolista fin dall'adolescenza e con problemi intellettivi, viveva con gli aiuti della locale Caritas e, incapace di pagarsi autonomamente un affitto, aveva trovato un alloggio presso la canonica di un parroco. Lotti rese confessione agli inquirenti costretto dalla testimonianza dell'amico Fernando Pucci, che indicò di aver visto il delitto di Scopeti del 1985 e di essere stato lì condotto da Lotti stesso, testimoniò in tribunale che la notte del delitto vide due persone tra la macchina e la tenda, una bassa e tarchiata e l'altra più alta armati la prima con una pistola e l'altra con un coltello da cucina; Lotti riconobbe in queste due persone Pacciani e Vanni. Questi, accortisi della loro presenza lo minacciarono e quindi si allontanarono. Lotti ammise quindi di essere stato presente al delitto, accusando Pacciani e Vanni. Successivamente, individuato come presente anche al delitto del 1984, incastrato da alcune intercettazioni, in particolare quelle con le ex prostitute Gabriella Ghiribelli (1951-2004) e Filippa Nicoletti (1952-2024), si è autoaccusato anche di quel crimine, come dei due precedenti del 1982 e 1983. In particolare nell'omicidio dei due ragazzi tedeschi del 1983 dove avrebbe sparato, minacciato da Pacciani stesso. Le testimonianze di Lotti, come reo confesso, vennero ritenute decisive in tutti i gradi di processo sui "compagni di merende".
Come richiesto dal suo legale, Lotti non ottenne alcun beneficio come collaboratore di giustizia, non essendo riconosciuto come tale dai giudici, e venne condannato a 26 anni di reclusione. Scarcerato il 15 marzo 2002 per gravi motivi di salute, morì il 30 marzo successivo, all'ospedale San Paolo di Milano, a 61 anni per via di un tumore al fegato, da cui era afflitto da molto tempo. Lotti fu sepolto nel cimitero di San Casciano in Val di Pesa. I suoi resti vennero esumati il 3 dicembre 2015 per essere poi spostati in una fossa comune.

#### Fernando Pucci
Nato a Montefiridolfi l'8 novembre 1932 era amico dei tre "compagni di merende", con una invalidità civile riconosciuta nel 1983 per oligofrenia, e fu un teste decisivo nella vicenda e nelle condanne ai "compagni di merende". Secondo le valutazioni, raccolte dal giudice, non esisteva motivo perché tale soggetto non fosse in grado di rendere una testimonianza. Depose contro Pacciani e Vanni come testimone oculare degli ultimi due omicidi (quello del 1984 a Vicchio e quello del 1985 agli Scopeti) e raccontò di averli visti sul luogo del delitto uccidere la coppia di campeggiatori. Le dichiarazioni di Pucci hanno lasciato dei dubbi, il teste è arrivato a parlare per gradi, all'inizio appariva reticente. Inoltre in aula la difesa ha cercato di inficiarne le dichiarazioni, essendo il teste fondamentale nel corroborare le chiamate in correo di Lotti. Fernando Pucci morì il 25 febbraio 2017, all'età di 84 anni. È sepolto nel cimitero di Montefiridolfi, frazione di San Casciano in Val di Pesa.

#### Giovanni Faggi
Nato a Calenzano (FI) il 17 agosto 1920; ex rappresentante di piastrelle, venne arrestato il 1º luglio 1996 con l'accusa di aver partecipato a due delitti, quello del 1981 a Calenzano e del 1985 a Scopeti, insieme ai "compagni di merende". Ai primi di novembre uscì dal carcere e a marzo 1998 la Corte d'Assise lo assolse per non aver commesso il fatto. L'assoluzione fu confermata dal processo d'appello. Giovanni Faggi è morto a Calenzano nel 2005.

## Ipotesi sui presunti mandanti
Durante il processo su "compagni di merende", a seguito della dichiarazione dell'imputato Giancarlo Lotti che raccontò che i feticci escissi dai corpi femminili sarebbero stati comprati da un ignoto "dottore" e del ritrovamento di un possibile simbolo esoterico, una piramide tronca di granito colorato di circa quindici centimetri, rinvenuta ad alcuni metri dai corpi esanimi dei ragazzi uccisi in occasione del delitto dell'ottobre 1981 gli inquirenti ipotizzarono l'esistenza di una setta satanica che avrebbe commissionato i delitti.
Altri presunti riscontri di un possibile movente magico-esoterico si sono avuti in occasione dell'ultimo delitto della serie, quello del 1985; pochi giorni prima di essere assassinate, le due vittime si erano accampate in zona Calenzano ma erano stati invitati ad andarsene da un guardacaccia, in quanto il campeggio libero non era consentito in quella zona. In seguito lo stesso guardacaccia aveva rinvenuto, poco distante dal luogo in cui i due si erano accampati la prima volta, tre cerchi di pietre, di cui due aperti e uno chiuso, contenenti bacche, pelli di animali bruciate e croci di legno. Secondo il parere di alcuni inquirenti tali cerchi di pietre potrebbero essere ricondotti a pratiche di tipo rituale, da collegarsi con le fasi di individuazione, condanna a morte ed esecuzione materiale della coppia. Tuttavia l'episodio del guardiacaccia è stato recentemente smentito dall'avvocato dei familiari delle vittime. Infatti non risulterebbe la presenza dei due a Calenzano dagli scontrini che la coppia era solita conservare durante i viaggi; inoltre tutti i possibili avvistamenti della coppia francese meritano una riflessione e il beneficio del dubbio. Questo è dovuto al fatto che la foto della vittima francese che finì sui giornali (cioè quella del passaporto della vittima), mostrava la donna più giovane e con i capelli cortissimi, mentre nel settembre '85 Nadine aveva i capelli lunghi e qualche anno in più. Ciò è stato anche documentato in un programma televisivo.
Le frequentazioni di Pacciani e Vanni durante gli anni degli omicidi alimentarono un filone d'inchiesta su possibili moventi esoterici e riti legati al satanismo alla base dei delitti. In particolare Pacciani e Vanni frequentavano un tale Salvatore Indovino, sedicente mago e cartomante originario di Catania, presso una cascina situata nelle campagne di San Casciano, dove, a detta di molti, si consumavano orge e riti collegabili all'occultismo. Durante le perquisizioni eseguite dalla Polizia di Stato a casa di Pacciani sono stati trovati almeno tre libri ricollegabili alla magia nera e al satanismo. La cosiddetta pista esoterica si riallaccia anche alle grosse somme di denaro delle quali Pacciani entrò in possesso negli anni dei delitti, da cui nacque l'idea che i "compagni di merende" agissero per conto di personalità rimaste ignote e interessate a ricavare «feticci» dai corpi mutilati. Pacciani, modesto agricoltore, arrivò addirittura a disporre di 157 milioni di lire (corrispondenti, nel 1996, a 117.069,52 euro nel 2018) in contanti e buoni postali fruttiferi, oltre ad aver acquistato un'automobile, due case e ristrutturato completamente la sua abitazione. I controlli eseguiti dalla Polizia di Stato evidenziarono che Pacciani, prima dei delitti attribuibili al Mostro di Firenze, versava in condizioni economicamente modeste e non ereditò beni che potessero giustificare le somme di denaro ritenute (ma non da tutti) troppo cospicue e improvvise per un semplice contadino quale lui era. Anche Mario Vanni arrivò a disporre di cifre importanti, anche se in misura nettamente inferiore a quelle di Pacciani. Chi non crede a Pacciani assassino prezzolato da mandanti misteriosi rimasti ignoti, fa notare che il contadino, oltre ad affittare un appartamento, svolgeva molti lavori in nero ed era noto per la sua avarizia, come sottolinea Giuseppe Alessandri nel libro La leggenda del Vampa. Inoltre il presunto complice Lotti era tutt'altro che ricco visto che negli anni ottanta e novanta trovava lavoretti e alloggio solo grazie all'aiuto del prete del paese, essendo a tutti gli effetti un disoccupato indigente. Anche Vanni, nonostante le cifre trovate sui suoi conti, è deceduto in una modesta casa di riposo di provincia.
Le sentenze che condannano i "compagni di merende" si basano principalmente sulle tanto discusse testimonianze di Pucci e, soprattutto, di Lotti. Ciò ha impedito l'individuazione di un movente certo, organico e globale, che fosse valido per tutti i delitti. Infatti Lotti, prima di accennare al misterioso "dottore", aveva cambiato più volte versione sui motivi per cui Pacciani e Vanni avessero ucciso. Inizialmente Lotti, nel 1996, dichiarava "che i delitti erano stati atti di rabbia per approcci sessuali che le vittime avrebbero respinto". Invece un anno più tardi, fornì un'altra versione sul movente, affermando che la volontà di Pacciani sarebbe stata quella di uccidere per poi dare da mangiare i «feticci» alle figlie. Il dibattito sull'attendibilità di Lotti rimane aperto nell'opinione pubblica, nonostante costui sia stato decisivo per ottenere sentenze giudiziarie definitive sulla vicenda. Nel 2010 Pier Luigi Vigna, ex procuratore di Firenze occupatosi del caso, si è dichiarato scettico sull'esistenza di un possibile secondo livello di mandanti, a dimostrazione del fatto che le inchieste successive a quelle dei "compagni di merende" non abbiano avuto sviluppi. Anche Piero Tony, sostituto procuratore generale al processo d'appello contro Pacciani, definì ironicamente aria fritta l'ipotesi dei mandanti.

## Il "caso Narducci"

Francesco Narducci

Francesco Narducci, nato il 4 ottobre 1949, un medico e professore universitario di Perugia, appartenente a una delle famiglie perugine più facoltose, venne ritrovato morto nel lago Trasimeno a 36 anni, il 13 ottobre 1985, un mese dopo l'ultimo duplice delitto del mostro e, a seguito di alcune lettere anonime che teorizzavano collegamenti con la vicenda col mostro, i magistrati che indagavano sul serial killer cercarono dei riscontri ma, non trovando conferme, chiusero le indagini.
Anni dopo, a seguito di un'intercettazione telefonica durante un'indagine antiusura nella quale veniva fatto un probabile riferimento alla morte di Narducci (“ti faremo fare la fine del medico del lago”), nel 2001 la procura di Perugia aprì un'inchiesta sulla morte del medico ipotizzandone la morte per omicidio; nel 2002 venne riesumata la salma ed eseguiti degli esami che dimostrarono la presenza di lesioni compatibili con lo strozzamento. La Procura della Repubblica di Perugia ipotizzò che il padre di Narducci, il medico Ugo Narducci, fosse a capo di un'associazione a delinquere, insieme alla famiglia e ad alcuni giornalisti, con lo scopo di coprire gli omicidi del serial killer e, a tal fine, avrebbero sostituito il cadavere del figlio con quello di uno sconosciuto trovato abbandonato in un obitorio per evitare che si scoprisse che la morte non fosse avvenuta per suicidio e, per depistare le indagini, vennero anche riabilitate grazie ad alcuni giornalisti piste ormai sconfessate a livello giudiziario, come quella della cosiddetta "pista sarda" in modo che non emergesse il coinvolgimento del medico nella vicenda; inoltre, un amico di Narducci, l'avvocato Alfredo Brizioli, venne anche accusato di aver provato a costringere il medico legale a redigere una falsa consulenza sulla morte del dottore. Secondo Ugo Narducci, invece, il figlio Francesco si tolse volontariamente la vita dopo che gli era stato diagnosticato un grave problema di salute. Nel 2010 il tribunale di Perugia ha emesso sentenza di non luogo a procedere. L'iter processuale si concluse con il completo proscioglimento sancito dalla Cassazione, che sancì l'esclusione del coinvolgimento di Narducci nei duplici omicidi del Mostro di Firenze e confermando l'ipotesi del suicidio. Nel 2012 il PM Giuliano Mignini fece ricorso in Cassazione che venne parzialmente accolto per alcune parti e, nel 2014, il GUP Giangamboni assolse definitivamente tutti gli imputati perché il fatto non sussisteva e per intervenuta prescrizione. Il caso Narducci si chiuse giudiziariamente nel 2017 senza che nulla venisse provato.
L'ipotesi del coinvolgimento di Narducci venne ripresa a seguito di quanto affermato durante un interrogatorio del 2016 dal criminale pluriomicida Angelo Izzo il quale affermò di conoscere Narducci che, a suo dire, sembrava informato sul delitto di una coppia uccisa nel 1974 in Toscana;; Narducci, secondo la tesi del poliziotto e scrittore Michele Giuttari, sarebbe stato uno dei capi della misteriosa "setta" che avrebbe commissionato gli omicidi, ma anche questa ipotesi non trovò mai riscontri e l'inchiesta giudiziaria sui presunti mandanti del Mostro di Firenze e sulla morte di Francesco Narducci si concluse con un nulla di fatto.
La "pista occulta", ed in particolare il coinvolgimento diretto di Narducci nella vicenda del Mostro di Firenze, sono stati esplicitamente affermati nella bozza finale della relazione della Commissione Parlamentare Bicamerale Antimafia che ha indagato sulla sparizione della giovane Rossella Corazzin (scomparsa e mai ritrovata nel bellunese nel 1975). La vicenda trae origine da alcune dichiarazioni di Angelo Izzo (uno dei soggetti coinvolti nel cosiddetto "massacro del Circeo"): la Commissione, sulla base di "elementi che non hanno trovato smentita", dettagliati e che non possono essere liquidati come "non credibili" (ad esempio, la descrizione che Izzo fa del luogo dell'omicidio della 17enne è così dettagliata da dimostrare "con ragionevole probabilità che egli si era recato effettivamente nella villa di Narducci"), ha direttamente ed esplicitamente ipotizzato un coinvolgimento del Mostro di Firenze nella vicenda, ed in particolare della pista investigativa che collegherebbe gli omicidi seriali al medico perugino Francesco Narducci (il quale avrebbe fatto parte di una società occulta denominata "rosa rossa").
Secondo le ricostruzioni ed il quadro probatorio emerso, la giovane Rossella Corazzin sarebbe stata violentata in un rito occulto e poi uccisa nella villa perugina di Francesco Narducci, il medico al centro di una morte ammantata di mistero sul lago Trasimeno nel 1985 ed il cui nome era entrato a far parte dell'inchiesta del mostro di Firenze.
Più nello specifico, secondo la bozza finale della relazione della Commissione Antimafia, alcuni soggetti si sarebbero alternati per giorni in una villa di San Feliciano di Magione, messa a disposizione dal Narducci stesso, nella quale la ragazza fu trasferita dopo il rapimento nel Bellunese (e una tappa intermedia a Riccione), sottoposta a un rito satanico, violentata e infine uccisa (Angelo Izzo ha sostenuto testualmente che "Il suo corpo l'hanno sotterrato in un bosco lì vicino" e che Narducci "è collegato anche al duplice omicidio avvenuto l'anno precedente, il 14 settembre del 1974, di Pasquale Gentilcuore e Stefania Pettini, a Borgo San Lorenzo, in Toscana").
La tesi investigativa emersa, inoltre, sostiene la possibile presenza di un collegamento diretto che parte dall'uccisione della suddetta coppia, prosegue con la morte di Rossella Corazzin e culmina con le azioni del Mostro di Firenze. Dietro a tutto ci sarebbe sempre Narducci, che secondo Izzo apparteneva al gruppo della «rosa rossa» (già affiorato nelle passate inchieste sul «mostro») e a quello satanico-nazista dei «Nove Angoli».
La Commissione ha dichiarato che il quadro probatorio raccolto merita ulteriori approfondimenti, poiché dal racconto di Angelo Izzo sono emersi elementi dettagliati che non hanno trovato smentita e non possono essere in alcun modo liquidati come "non credibili", specie per quanto riguarda "il medico perugino" (il riferimento è proprio al gastroenterologo e professore universitario Francesco Narducci).

## Ipotesi Francesco Calamandrei
Nella primavera del 1988 Mariella Ciulli, ex moglie di Francesco Calamandrei, farmacista di San Casciano, si recò dai Carabinieri e riferì che alcuni anni prima, quando era ancora sposata con l'uomo, aveva trovato in casa una pistola, precisamente una Beretta calibro 22, e nel frigorifero alcuni macabri feticci, a sua detta provenienti dalle vittime femminili del mostro di Firenze. Subito i Carabinieri effettuarono una perquisizione in casa di Calamandrei, senza però trovare nulla di insolito. Il 21 marzo 1991, la donna si presentò nuovamente dai Carabinieri per fornire nuove informazioni. Secondo quanto dichiarato, Mariella Ciulli, la notte del 21 agosto 1968, si trovava in auto, assieme al marito, nelle vicinanze di Castelletti di Signa (teatro del duplice omicidio Lo Bianco-Locci), quando entrambi sentirono degli spari. I due videro poi un bambino e lo portarono in salvo. La Ciulli dichiarò inoltre che il marito era solito frequentare brutta gente (tra cui proprio Pacciani, Vanni e Lotti), e che, la notte dell'ultimo omicidio del mostro di Firenze, questi ritornò a casa con ferite al volto; rivelò poi che l'uomo era stato possessore di diverse armi, che poi gettò in mare a Punta Ala, poco dopo il delitto degli Scopeti. I Carabinieri perquisirono nuovamente l'abitazione del farmacista, ma anche stavolta non trovarono niente di sospetto o di particolare.
A causa delle sue rivelazioni non suffragate da prove, la Ciulli venne ben presto presa per una visionaria, mossa dal desiderio di vendicarsi dell'ex marito che l'aveva lasciata per un'altra donna con la quale si era poi risposato, e ripetute successive denunce di questa nei confronti del Calamandrei non vennero nemmeno prese in considerazione dalle forze dell'ordine.
Il 16 gennaio 2004 il capo della squadra mobile di Firenze, Michele Giuttari, incaricato di ristudiare il caso del mostro, chiese al PM Paolo Canessa il mandato per perquisire la casa dell'ex farmacista. Il 20 gennaio 2004 ebbe luogo la perquisizione e a Calamandrei questa volta venne anche notificato un avviso di garanzia. Nel giugno 2005 Calamandrei ricevette anche una informazione di garanzia per concorso nell'omicidio di Francesco Narducci.
Il 21 maggio 2008, al termine di un processo con rito abbreviato incominciato nel settembre 2007, Calamandrei, accusato di essere il mandante dei delitti del mostro di Firenze, viene assolto dalle accuse «in quanto il fatto non sussiste». Sempre nello stesso anno il GUP di Perugia decise di archiviare il fascicolo che vedeva Calamandrei indagato, insieme con il giornalista Mario Spezi, nell'inchiesta sulla morte di Francesco Narducci. Francesco Calamandrei è morto il 1º maggio 2012, per un malore che lo colpì nell'androne della propria abitazione, all'età di 71 anni.

## Ipotesi Giampiero Vigilanti

Giampiero Vigilanti mostra al fotografo di un giornale la pistola High Standard calibro 22 e una vecchia foto della Legione Straniera (1998)

Giampiero Vigilanti, un ex legionario, nato il 22 novembre 1930 a Vicchio del Mugello, residente a Prato, che conosceva Pacciani (suo compaesano, con cui, a suo dire, nel 1948 ebbe una lite e uno scontro fisico in cui Pacciani ebbe la peggio ricevendo una bastonata in testa), è stato iscritto nel registro degli indagati nel 2017. Era già stato perquisito nel settembre del 1985, tre giorni prima della prima perquisizione a Pacciani e pochi giorni dopo l'ultimo delitto, a seguito della segnalazione di alcuni vicini che lo indicarono come possibile responsabile dei delitti del mostro, e per il fatto che la sua automobile somigliava a quella vista quando venne realizzato l'identikit. Nella sua abitazione furono trovati alcuni ritagli di giornali sui delitti; egli era conoscente di quasi tutte le persone coinvolte a vario modo nelle inchieste, compresi i compagni di merende, i sardi e Narducci; negli anni '50 aveva combattuto in Indocina con la legione straniera francese in cui si arruolò nel 1952, venendo anche, secondo il suo stesso racconto, sepolto vivo dai Viet Minh, restando loro prigioniero per 20 giorni. Il maresciallo Antonio Amore, che lo perquisì la prima volta, vide in casa sua una foto dove Vigilanti posava accanto a cadaveri decapitati di nemici, e con in mano una testa mozzata, rimanendone impressionato. Vigilanti ha dichiarato di aver ucciso circa 300-500 nemici durante la guerra d'Indocina. Dopo aver lasciato la legione nel 1960, lavorò come comparsa nel cinema, aprì un nightclub a Marsiglia, fece diversi lavori e poi si impiegò in un'impresa di pompe funebri a Prato fino alla pensione.
Un testimone del 1984 disse che una persona osservò le vittime Claudio Stefanacci e Pia Rontini con insistenza prima del delitto; quest'uomo fu descritto come persona alta, robusta, vestita elegante, e con un grosso anello al dito, come l'anello legionario portato da Vigilanti, e, invitato a partecipare ai funerali, non venne. Tuttavia l'anello originale andò perso. Amore riscontrò anche una somiglianza con l'aspetto dell'assassino, ma il legionario non fu indagato, benché si trovasse nel 1986 nella stessa lista di 38 sospetti stilata dalla polizia e dalla SAM di Ruggero Perugini, in cui si trovava anche Pietro Pacciani (Vigilanti al numero 38, Pacciani al 31). Vigilanti ha dichiarato nel 2017 che Pia Rontini fu uccisa "per un rifiuto", ed era molestata da un medico.
Nove anni più tardi, nel 1994, a causa di una lite con un vicino di casa subì una seconda perquisizione e vennero trovati 176 proiettili della stessa marca di quelli usati nei delitti, punzonati con la lettera H, ma gli accertamenti non portarono a nulla e Vigilanti venne scagionato. Per gli otto duplici omicidi, vista la vicinanza di Vigilanti con l'estrema destra, venne ipotizzata una nuova pista legata alla strategia della tensione in Italia in base alla quale i delitti sarebbero stati commessi per distrarre i magistrati dall'attività eversiva dell'epoca. Nel 1998, anno della morte di Pacciani, Vigilanti tornò ancora alla ribalta partecipando a un programma televisivo dove affermò di aver avuto una grossa eredità da uno zio "Joe" americano mai identificato.
L'ipotesi fu poi ripresa nel 2017 dopo un esposto dell'avvocato Vieri Adriani, legale dei familiari di Nadine Mauriot, una delle vittime e che sostenne che i delitti cessarono nel 1985, proprio perché alcune perquisizioni “andarono nella giusta direzione”. Il capo della Procura di Firenze Giuseppe Creazzo però smentì subito che dalle indagini in corso siano emersi elementi di prova che colleghino i delitti del cosiddetto mostro di Firenze con possibili ambienti eversivi. Vigilanti è stato comunque indagato per concorso in omicidio per tutti gli otto delitti. Si dichiara innocente ma dice di essere a conoscenza di alcune informazioni.
A seguito di sue affermazioni, venne indagato anche Francesco Caccamo, un medico di Prato di 86 anni del Mugello, iscritto alla massoneria e indicato dal Vigilanti (che ha anche affermato che Pacciani e Vanni erano innocenti) come “uno degli anelli del secondo livello” ovvero uno dei mandanti. Entrambi vennero iscritti sul registro degli indagati ma dalla perquisizione a casa del medico non si ebbero riscontri a questa tesi. Vigilanti possedeva una Beretta calibro 22, non risultata comunque essere l'arma del delitto dalle analisi del 1994, di cui ha denunciato il furto nel 2013 (in un'intervista del 2017 ha detto invece che gli furono sottratte nel settembre 2016) assieme ad altre pistole di diverso tipo, che gli sarebbero state sottratte durante un'effrazione.
Il 4 settembre 2019 il PM Luca Turco chiede al GIP l'archiviazione nei confronti di Vigilanti e Caccamo a causa della insufficienza degli elementi raccolti a loro carico nella fase delle indagini preliminari. Esaminati gli atti ed udite le parti nell'udienza del 1º ottobre 2020, vista l'assenza di elementi tali da poter avviare l'esercizio dell'azione penale, il GIP Angela Fantechi, in data 9 novembre 2020, dispone l'archiviazione e rigetta le opposizioni della richiesta di archiviazione da parte di alcune parti civili.
Il giudice, nella ordinanza di archiviazione afferma anche che, nonostante siano presenti sentenze passate in giudicato a carico dei cosiddetti Compagni di merende — sentenze che si fondano solo ed esclusivamente sulle confessioni di Giancarlo Lotti —, le perplessità sulla vicenda permangono. Inoltre il giudice pone anche seri dubbi circa l'attendibilità — e la conseguente veridicità — delle confessioni di Giancarlo Lotti, nonché sulla reale esistenza di mandanti nella vicenda, tenendo conto che nella vicenda stessa ci sono state numerose indicazioni di anonimi, interventi di maghi, ricostruzioni giornalistiche di ogni tipo. Afferma altresì che l'emergenza di nuovi elementi — posteriormente alla ordinanza di archiviazione anzidetta — può consentire una diretta riapertura delle indagini.
Vigilanti è morto a Prato, il 9 gennaio 2024.
Il 12 gennaio 2024 a Caselle, frazione di Vicchio, si sono svolti i funerali del "legionario" Giampiero Vigilanti. Sembra siano stati aggrediti due fotoreporter de La Nazione, il consulente Loris Martinelli era presente al rito funebre.

## Ipotesi alternative alle sentenze giudiziarie
L'impatto culturale e mediatico della vicenda dell'assassino seriale di Firenze, durata oltre quarant'anni, fu notevole e causò un vasto interessamento dell'opinione pubblica e un'ampia produzione saggistica che ha analizzato vari aspetti del caso proponendo anche varie ipotesi alternative a quanto accertato in sede giudiziaria.

### Ipotesi dell'assassino seriale solitario legato alla pista sarda
Una tesi seguita negli ultimi anni e profilata ad esempio dalla scrittrice inglese Magdalen Nabb nel libro The Monster of Florence del 1996 e dal giornalista Mario Spezi nel libro Dolci colline di sangue del 2006 è quella secondo cui il mostro sarebbe un individuo legato al «clan dei sardi», già indagato marginalmente nelle vicende degli omicidi seriali. La tesi in questione muove dalla ricostruzione del primo omicidio del 1968, considerandolo effettivamente commesso per ragioni sentimentali e «d'onore» da parte di soggetti legati alle famiglie Mele e Vinci, con la pistola Beretta e i proiettili utilizzati successivamente dal mostro. Tuttavia, il mostro sarebbe del tutto estraneo a tale vicenda essendosi appropriato solo successivamente della pistola e delle munizioni per avviare, dal delitto del 1974, la catena seriale di omicidi. Secondo questa ipotesi solo un componente delle famiglie coinvolte nel primo delitto del 1968 avrebbe potuto appropriarsi di pistola e proiettili, essendo del tutto improbabile una cessione, da parte del detentore, di un'arma e di una scatola di munizioni già utilizzati in un omicidio. Sarebbe soprattutto da escludere una cessione volontaria a soggetti estranei a quell'ambiente familiare, come pure un casuale e contemporaneo rinvenimento da parte di terzi di pistola e proiettili. Secondo il giornalista e la scrittrice testé citati, gli omicidi sono da attribuire a una sola persona, un serial killer che avrebbe sempre agito da solo. Va sottolineato che «Carlo» («Amelio» nel libro della Nabb) che secondo Spezi e il giallista Douglas Preston sarebbe il Mostro di Firenze, è un uomo nato nel 1959 e all'epoca del primo delitto aveva solo 9 anni. Mario Spezi e Douglas Preston precisano che non hanno mai ritenuto «Carlo» responsabile del delitto del 1968 e affermano inoltre che egli sarebbe stato a piede libero in tutte le occasioni in cui ci furono gli omicidi maniacali e che fu arrestato nel settembre 1983 per detenzione e ricettazione di armi, circa una settimana dopo l'omicidio dei due ragazzi tedeschi e assolto. Finì di nuovo in carcere solo nel 1988, tre anni dopo l'ultimo omicidio del mostro. Il vero nome di "Carlo" è stato rimosso dalla versione italiana del libro, ma era presente nella prima edizione in lingua inglese e venne anche intervistato dalla televisione americana Dateline NBC.
Mario Spezi è stato arrestato nel 2006 con l'accusa di calunnia contro la persona adombrata nel libro, commessa a fini di depistaggio delle indagini, proprio in conseguenza della sua propensione per la Pista Sarda, cosa che lo avrebbe portato, secondo la tesi accusatoria, a creare false prove al fine di portare gli investigatori sulla strada da lui voluta. Il Tribunale per il Riesame di Perugia, su ricorso dello Spezi, ha annullato l'ordinanza di misura cautelare emessa dal GIP nei suoi confronti sotto il profilo dubitativo sui gravi indizi di colpevolezza sul dolo della calunnia e, sotto il profilo oggettivo, per altra ipotesi di calunnia. Nell'istruttoria erano caduti, per Spezi, i reati di concorso in omicidio, associazione per delinquere, falso, occultamento di cadavere. Per l'ipotesi della calunnia, il GUP dott. Paolo Micheli, con sentenza del 20 aprile 2010, ha dichiarato il «non luogo a procedere» contro Spezi, con formula dubitativa sul dolo e solo il 20 febbraio 2012 il GUP ha depositato ben 934 pagine di motivazione della sentenza, un fatto assolutamente insolito per una sentenza di «non luogo a procedere». In data 22 marzo 2013 la sentenza del GUP Micheli è stata pressoché integralmente annullata dalla Corte di Cassazione. Per la calunnia venne dichiarata la prescrizione del reato dal GUP Carla Giangamboni (gli altri imputati del caso Narducci furono assolti) in accoglimento della richiesta del procuratore capo. Fino alla sua morte per malattia nel 2016, Spezi ha continuato a sostenere le sue ipotesi.

### Ipotesi dell'assassino seriale in divisa
Un'altra ipotesi di rilievo, contrastante e critica con le sentenze giudiziarie, è quella espressa dell'avvocato fiorentino Nino Filastò nel suo libro Storia delle Merende Infami. Il libro, pubblicato da Maschietto Editore nel 2005, è una sorta di contro-inchiesta sui delitti delle coppiette. Lo scrittore-avvocato, che investiga sul mostro dai primi anni ottanta, oltre a essere stato il legale di Mario Vanni, tenta di dimostrare l'innocenza dei "compagni di merende" con un'analisi globale su tutta la vicenda. Nel suo libro si mettono in luce le incongruenze del pentito Giancarlo Lotti e si criticano le modalità d'indagine. L'avvocato paragona la figura del Lotti a quella di Stefano Mele: entrambi sono intellettualmente molto modesti e suggestionabili, ma diventano a causa di un'errata (secondo Filastò) pista investigativa, personaggi di primo piano in due differenti periodi delle indagini. Filastò aveva già scritto, a metà anni novanta, un saggio sull'argomento chiamato Pacciani Innocente.
Nell'ipotesi di Filastò il mostro è un serial killer di tipo lust murder affetto da una grave patologia sessuale, attivo perlomeno dal 1968 al 1993 (omicidi Francesco Vinci - Milva Malatesta) e mai entrato nelle indagini. Alcuni elementi, come per esempio il libretto di circolazione trovato fuori posto nella macchina di una coppietta uccisa, oppure la capacità del mostro di avvicinarsi agevolmente alle vetture, portano l'avvocato a inquadrare l'assassino come un «uomo in divisa». Qualcuno che potrebbe essere capace di interagire con le indagini e, addirittura, conoscere e anticipare alcune mosse degli inquirenti. Secondo il legale, la storia del mostro potrebbe somigliare molto a quella di Caryl Chessman, che prima di venire giustiziato dichiarò: «Non ero io che fingevo di essere un poliziotto, era un poliziotto vero che abbagliava le future vittime con il fanale rosso della polizia messo sulla sua auto». Radicale è anche la critica di Filastò verso le teorie «esoteriche» e «di gruppo» sulla vicenda, ritenute antistoriche e criminologicamente incompatibili con delitti seriali di stampo maniacale. Infatti Filastò considera assurda e grottesca l'ipotesi di una setta o un'organizzazione che usava i cosiddetti compagni di merende come manovalanza, e in Storia delle merende infami viene fatta una comparazione storica tra la caccia alle streghe della Santa Inquisizione e alcune scelte investigative intraprese nel caso.

### Ipotesi Zodiac - Joe Bevilacqua
In un'inchiesta condotta in proprio dal giornalista freelance Francesco Amicone, figlio del più noto Luigi Amicone, il Mostro di Firenze viene identificato nel serial killer americano Zodiac, che sarebbe il testimone del processo Pacciani Giuseppe alias Joseph Bevilacqua, chiamato "Joe" (Totowa, New Jersey, 20 dicembre 1935 - 23 dicembre 2022, Sesto Fiorentino).
I primi articoli dell'inchiesta di Amicone sulla connessione "Mostro-Zodiac" vengono pubblicati nel maggio 2018 da tempi.it e Il Giornale. Usciranno due nuovi articoli nel 2021 su Libero. Da allora, il giornalista proseguirà a dare aggiornamenti sul suo blog ostellovolante. Nel corso degli anni la vicenda, raccontata anche in un podcast di Lucky Red intitolato "La teoria dell'acqua" nel 2023, sarà più volte citata dai media italiani, tra i quali il programma "Pulp Podcast" condotto dal rapper Fedez e dallo youtuber Mr. Marra nel marzo 2025.
Bevilacqua diventa oggetto delle attenzioni di Amicone nel 2017. Sulla base di alcune ricerche il giornalista ritiene che l'italo-americano possa essere non solo il Mostro ma il serial killer statunitense Zodiac.
Fra il 1974 e il 1988 Bevilacqua ha risieduto e lavorato al Cimitero Americano di Firenze (situato nell'area a sud di Firenze dove sono avvenuti la maggior parte degli omicidi del Mostro) diventandone direttore nel 1977. Nel 1994 ha deposto al Processo Pacciani, dichiarando alla Corte di aver identificato l'imputato in uno sconosciuto avvistato qualche giorni prima dell'ultimo duplice omicidio ai margini di un bosco nell'area del delitto. Bevilacqua ha anche affermato di avere visto le ultime vittime del Mostro due volte nei giorni antecedenti al duplice omicidio, l'ultima sulla piazzola che sarebbe diventata la scena del crimine, distante poche centinaia di metri dal cimitero.
Il 1º marzo 2018, alla Stazione Carabinieri di Lecco, Amicone sporge denuncia contro Bevilacqua per un'ammissione di colpevolezza (non registrata) per il crimini del Mostro e Zodiac, avvenuta in seguito ad alcuni incontri nella primavera-estate del 2017. L'italo-americano, apparentemente convinto da Amicone a costituirsi, avrebbe fatto intendere di avere la pistola del Mostro oltre che confermare implicitamente al giornalista di essere il serial killer americano. Dei colloqui fra Bevilacqua e Amicone ne verranno riscontrati sette in sei giorni duranti all'incirca due, tre ore, risalenti al periodo 26 maggio - 10 agosto 2017, in un'analisi dei tabulati telefonici del 2018 del ROS Carabinieri di Firenze.
Nel maggio 2018, Amicone porta allo scoperto la carriera ventennale di Bevilacqua nell'esercito americano, anticipando agli inquirenti che l'italo-americano, a suo dire, conosceva Pacciani, come lo stesso Bevilacqua conferma nelle sue dichiarazioni successive al ROS contraddicendosi con quanto testimoniato nel 1994.
Nel 1968 Bevilacqua era in Vietnam, ma secondo il giornalista avrebbe sostituito i reperti trovati nel fascicolo Mele nel 1982 per attribuirsi il delitto di Signa. A questo proposito, nel 2021 Amicone allegherà a un'integrazione alla denuncia a carico di Bevilacqua una relazione contenente 21 interviste ad esperti balistici e i risultati di un test al poligono da cui si evincerebbe che i proiettili e bossoli della pistola del Mostro trovati nel fascicolo Mele potrebbero non essere gli stessi del 1968, fornendo una ricostruzione del possibile depistaggio.
Dopo la pubblicazione dei primi articoli di Amicone sulla connessione Mostro-Zodiac nel 2018, Bevilacqua nega ogni addebito e querela il giornalista per diffamazione.
La delega per gli accertamenti investigativi al ROS di Firenze firmata dal procuratore aggiunto di Firenze Luca Turco, titolare delle indagini sul Mostro, risale al 29 maggio 2018. Già il 2 giugno 2018, rompendo il riserbo la Procura di Firenze comunica informalmente tramite La Nazione che la denuncia di Amicone sarebbe priva di riscontri, rendendo indirettamente noto il fatto che manchi una registrazione dell'ammissione. All'epoca di questa comunicazione, risulta già emersa la contraddizione sulla conoscenza di Pacciani da parte di Bevilacqua, che lo ha rivelato ai Carabinieri durante l'unico accertamento effettuato fino ad allora, cioè sentirlo a sommarie informazioni nella sua abitazione alla presenza della moglie, una figlia e del nipote. La decisione di escutere l'italo-americano a casa sua in presenza dei parenti sarebbe stata presa per l'età avanzata e il suo stato di apprensione, riferisce il comandante del ROS di Firenze Giuseppe Colizzi, che conduce le indagini sul campo, e avrebbe impedito di prelevarne il DNA, acquisito solo nel 2020 dalla Procura di Siena, PM Nicola Marini, nell'ambito delle indagini sull'omicidio della taxista Alessandra Vanni.
Dopo l'acquisizione del DNA di Bevilacqua da parte della Procura di Siena, il suo profilo genetico messo in condivisione nel database del Ministero degli Interni non viene trasmesso alle autorità statunitensi competenti nel caso Zodiac dalla Procura di Firenze, che anzi respinge le richieste in tal senso da parte dei legali di Amicone indagato per diffamazione nel 2022, tanto che dopo essere stato autorizzato per indagini difensive dal sostituto procuratore Marini, è lo stesso giornalista a trasmetterlo per indagini difensive nel novembre 2023.
Durante i colloqui l'italo-americano avrebbe confidato ad Amicone di aver lavorato a cavallo degli anni '60 e '70 per vari distaccamenti di Criminal Investigation dell'esercito statunitense (oggi Criminal Investigation Division). Nel farlo, avrebbe citato i nomi di alcuni colleghi, rivelandogli di essere stato nell'area di San Francisco durante il periodo di attività di Zodiac per svolgere attività investigativa sotto copertura. Bevilacqua avrebbe detto di avere partecipato alle indagini sul caso "Khaki Mafia", che vedeva come indagato principale il primo Sergente Maggiore dell'Esercito statunitense William O. Wooldridge. Amicone ha in seguito dichiarato ai Carabinieri che Bevilacqua avrebbe sostenuto di conoscere il contadino di Mercatale già all'epoca dei delitti del Mostro, smentendo la sua deposizione del 1994. Il 30 maggio 2018, Bevilacqua ha effettivamente cambiato versione dei fatti dichiarando ai Carabinieri che già quando risiedeva a Firenze si fosse imbattuto in Pacciani più di una volta.
Bevilacqua, secondo l'inchiesta di Amicone, sarebbe stato la stessa persona che Mario Vanni in un colloquio con Lorenzo Nesi del giugno 2003 identifica con il nome di "Ulisse, l'americano". Vanni avrebbe ricevuto questa informazione da una terza persona, probabilmente Pacciani stesso, che lo avrebbe definito "nero". Per Vanni, "nero" si riferirirebbe al colore della pelle, ma Amicone argomenta che potrebbe essere insorto un fraintendimento fra "uomo di colore" e "fascista" che potrebbe derivare dall'abitudine del serial killer americano di firmarsi con una croce celtica, apparsa anche in uno dei suoi travestimenti. Oltre a mettere il proprio nome e cognome in un testo cifrato di Zodiac, l'ex direttore del cimitero americano di Firenze avrebbe firmato i propri delitti e le proprie lettere facendo allusioni al vocabolo italiano "acqua", contenuto nel suo cognome. Un analogo riferimento all'acqua si trova anche nei ritagli della rivista utilizzati per comporre la lettera del Mostro a Silvia Della Monica.
L'indagine per omicidio su Bevilacqua della Procura di Firenze scaturita dall'inchiesta di Amicone si conclude con un'archiviazione nel 2021 su richiesta del procuratore aggiunto di Firenze Luca Turco. I parenti delle vittime non vengono avvertiti. Secondo il pm, non ci sarebbero indizi di colpevolezza a carico dell'italo-americano. Nel febbraio 2022, viene notificata ad Amicone la chiusura delle indagini preliminari per la presunta diffamazione di Bevilacqua.
L'italo-americano muore per cause naturali all'età di 87 anni il 23 dicembre 2022, poche settimane dopo il rinvio a giudizio di Amicone.
Due anni prima, su iniziativa del sostituto procuratore di Siena Nicola Marini, il DNA di Bevilacqua è stato prelevato nell'ambito delle indagini sull'omicidio della taxista Alessandra Vanni, risultando negativo al confronto.
Nel novembre 2023, ottenuta un'autorizzazione per indagini difensive dal pm Marini, Amicone invia il profilo genetico di Bevilacqua alle autorità statunitensi che indagano sul caso Zodiac.
Nel dicembre 2024, Amicone viene condannato per diffamazione dal Tribunale di Firenze a una multa di 5000 euro e a risarcire la moglie e due figlie di Bevilacqua costituitesi parti civili. Secondo le motivazioni della sentenza firmate dalla giudice Serafina Cannatà, la connessione "Zodiac - Mostro di Firenze" sarebbe una "stravagante teoria" smentita "da ambienti investigativi qualificati". Nel marzo 2025, Amicone ha dichiarato in un comunicato su "Pulp Podcast" condotto dal rapper Fedez che ci sarebbe un'indagine in corso su Bevilacqua negli Stati Uniti e a Firenze, informazione che per ora non ha ricevuto né conferme né smentite ufficiali.

### Ipotesi "Rosso del Mugello"
Secondo quanto riportato nel capitolo sull’omicidio di Pia Rontini e Claudio Stefanacci, l’uomo in questione sarebbe descritto come alto (175–180 cm), robusto e stempiato, con capelli biondo-rossicci. L’ipotesi del cosiddetto “Rosso del Mugello” è sostenuta dal documentarista Paolo Cochi, che nel 2021 ha avanzato nuovi sviluppi su questa teoria. Cochi avrebbe identificato l’uomo in un rapporto dei Carabinieri, mai reso pubblico, che lo descriverebbe con le stesse caratteristiche fisiche e lo indicherebbe come sospettato del furto di una Beretta calibro 22 serie 70 in un’armeria di Borgo San Lorenzo nel 1965, oltre che come possibile responsabile dei delitti del Mostro di Firenze. Dopo il delitto di Vicchio, il soggetto fu interrogato e perquisito, e venne trovato in possesso di cartucce Winchester calibro 22 con H impressa sul fondello. Le sue generalità non sono mai state divulgate per motivi di privacy, sebbene Cochi abbia affermato che lavorava nell’ambito giudiziario, senza specificarne ruolo o mansioni.
Alla fine del 2020, Rosanna De Nuccio, sorella di Carmela De Nuccio — uccisa con il fidanzato Giovanni Foggi il 6 giugno 1981 dal Mostro di Firenze — incarica l’avvocato Antonio Mazzeo, ex difensore di Mario Vanni (condannato all’ergastolo nel processo ai compagni di merende), di svolgere indagini difensive ai sensi dell’art. 116 c.p.p. riguardo all’omicidio della sorella, per il quale non è mai stato individuato un colpevole. Pacciani, infatti, fu assolto in appello e rinviato a giudizio dalla Cassazione per un nuovo processo, mai celebrato a causa della sua morte, mentre i condannati nel processo ai compagni di merende furono ritenuti responsabili solo degli omicidi avvenuti tra il 1982 e il 1985.
L'avvocato Antonio Mazzeo nomina il documentarista Paolo Cochi come consulente e richiede al Presidente della Corte d’Assise di Firenze gli atti relativi all’omicidio De Nuccio-Foggi, oltre a quelli riguardanti altri delitti della serie. Il Presidente autorizza l’accesso, precisando però che i documenti dell’inchiesta sono conservati presso la Procura della Repubblica di Firenze e che la richiesta doveva essere inoltrata anche al Procuratore aggiunto Luca Turco, coinvolto nell’indagine su Giampiero Vigilanti. A seguito della richiesta, il Procuratore Turco concede l’autorizzazione all’accesso agli atti.
Dopo aver analizzato i documenti ottenuti, l’avvocato Mazzeo e Paolo Cochi richiedono l’accesso a ulteriori atti relativi non solo all’omicidio De Nuccio-Foggi, ma anche ad altri delitti della serie. Inoltre, chiedono il casellario giudiziale e le foto dell’uomo identificato dai Carabinieri nel fascicolo mai divulgato come possibile Mostro di Firenze e autore del furto nell’armeria di Borgo San Lorenzo nel 1965. Viene richiesta anche documentazione sull’uomo dell’autostop che parlò ad “Anna” della lettera con il feticcio inviata a Silvia Della Monica, prima che la notizia fosse resa pubblica.
Questa volta, l’istanza è presentata direttamente al Procuratore Luca Turco, che il 4 febbraio 2021 nega l’accesso agli atti e revoca anche quello precedentemente concesso per l’omicidio De Nuccio-Foggi. Motiva la decisione affermando che le richieste “non riguardano il reato in esame” (l’omicidio del 6 giugno 1981), ma altri fatti di reato. Il diniego si basa sul fatto che Mazzeo avrebbe richiesto documenti relativi a omicidi diversi da quello per cui Rosanna De Nuccio, parte offesa, aveva incaricato le indagini.
Secondo l’avvocato Mazzeo, il diniego opposto dal Procuratore Turco è del tutto ingiustificato per diverse ragioni. Anzitutto, l’affermazione secondo cui gli atti richiesti riguarderebbero “altri fatti reato” non avrebbe alcun senso, poiché implicherebbe che l’omicidio di Carmela De Nuccio e Giovanni Foggi non sia collegato agli altri delitti del Mostro di Firenze. Questo, però, contraddice la realtà processuale, dato che tutti gli omicidi attribuiti al Mostro sono stati trattati congiuntamente, essendo legati da un vincolo di pertinenza: le vittime furono uccise con la stessa arma e gli stessi proiettili, e le donne furono sottoposte a mutilazioni con un modus operandi ricorrente. Inoltre, Mazzeo sottolinea che nella prima richiesta di accesso agli atti, autorizzata dallo stesso Turco, erano già inclusi documenti relativi ad altri omicidi oltre a quello di De Nuccio-Foggi, rendendo contraddittorio il successivo diniego. Un ulteriore elemento critico è il riferimento agli articoli 116 e 327-bis del c.p.p. L’art. 116, infatti, stabilisce che “durante il procedimento e dopo la sua definizione, chiunque vi abbia interesse può ottenere il rilascio a proprie spese di copie, estratti o certificati di singoli atti”. L’art. 327-bis, introdotto dalla legge sul “giusto processo” (L. 397/2000), riconosce al difensore della parte offesa il diritto di svolgere indagini difensive. Mazzeo ritiene dunque ingiustificato il diniego del suo diritto di indagare in qualità di difensore, sottolineando che per condurre un’analisi completa sull’omicidio specifico è necessario esaminare anche gli atti relativi agli altri delitti della serie.
Il diniego del procuratore Turco ha acceso numerose polemiche da parte di chi si interessa alla pista del "Rosso del Mugello" e ha anche indotto due politici — l'onorevole Roberto Giachetti di Italia Viva e il senatore Roberto Rampi del Partito Democratico — a presentare delle interrogazioni. Il ministro della giustizia Marta Cartabia risponde confermando il diniego del Procuratore Turco affermando che la sua condotta risulta conforme alle norme del Codice vigente. Paolo Cochi, dopo aver trovato un annuncio di vendita su Facebook pubblicato da uno dei figli di OMISSIS (alias il "Rosso del Mugello"), ha acquistato una vecchia macchina da scrivere portatile Remington appartenuta a quest’ultimo. L’avvocato Tranfa ha poi chiesto alla Procura di poter analizzare, con strumentazioni adeguate, le tre buste delle lettere di minacce inviate ai magistrati Vigna, Canessa e Fleury, per confrontarle con la macchina recuperata. La perizia criminologica dell’epoca, firmata dal professor Francesco Bruno e acquisita nel processo Pacciani, aveva stabilito che le lettere provenivano certamente dall’assassino seriale. Tuttavia, mentre la grafologa forense Clarissa Matrella ha già riscontrato alcune compatibilità esaminando semplici fotocopie, l’analisi degli originali permetterebbe un confronto più preciso, grazie ai segni di usura della Remington che potrebbero spiegare alcune anomalie grafiche e omografie. Dalle conversazioni di Cochi con i familiari del "Rosso del Mugello" emergono dettagli curiosi: l’uomo era devoto a Sant’Agata e frequentava la Pieve di Sant’Agata del Mugello, nei pressi di Scarperia. Secondo la tradizione cristiana, la santa subì il martirio con il taglio dei seni. Inoltre, la moglie di OMISSIS morì a causa di un tumore al seno sinistro.
Questi elementi, pur essendo suggestivi, risultano interessanti dal punto di vista simbolico, poiché negli ultimi due duplici omicidi attribuiti al Mostro di Firenze, l’assassino inflisse alle vittime femminili proprio l’escissione del seno sinistro. Il professor Francesco Bruno, criminologo autore di un noto profilo psicologico del killer, descrisse il Mostro come un "moralizzatore", un giustiziere spinto da una pulsione maniacale con connotazioni religiose, un profilo che contrasta nettamente con la figura ipersessuale di Pietro Pacciani e dei cosiddetti "compagni di merende".

### Ipotesi Lotti
Giancarlo Lotti quale Serial Killer unico è stato ipotizzato per la prima volta dal Procuratore Generale Daniele Propato nell’udienza del 20 maggio 1999 (“[...] qua il migliore autore per questi reati, secondo me, è Lotti”), che nonostante rappresentasse l’accusa nel processo d'appello ai “compagni di merende” chiese l'assoluzione per Vanni. Riferendosi alla perizia psichiatrica Fornari/Lagazzi, osservò che Lotti non era un mitomane, ma una persona vigile e consapevole della sua posizione, che rispondeva in modo evasivo a domande specifiche, mostrando abilità nel gestire le conversazioni, nonostante le sue limitate risorse culturali; Propato fece notare che, sebbene Lotti si presentasse come un uomo mite, i consulenti non concordavano con questa valutazione, suggerendo che potesse celare una personalità complessa e manipolativa.
L’ipotesi di Lotti come autore unico dei duplici delitti a partire da quello del 1974 è stata portata all’attenzione del pubblico dal ricercatore Antonio Segnini che analizza e interpreta diversi elementi indiziari a sostegno di ciò nel suo libro Quando sei con me il Mostro non c'è. In quest’ottica, contro Lotti convergerebbero le interpretazioni delle intercettazioni telefoniche e le testimonianze della Ghiribelli e della Nicoletti, le dichiarazioni dei coniugi De Faveri Chiarappa e della Carmignani, le affermazioni altalenanti di Pucci che sarebbero state, almeno inizialmente, concordate con lo stesso Lotti. Lotti che avrebbe cercato di presentare di sé, agli inquirenti, un ruolo marginale nella millantata storia dei compagni di merende, per non dover ammettere le proprie responsabilità. L’ambidestrismo di Lotti spiegherebbe anche l’accoltellamento mancino su Kraveichvili indicato dai periti durante l’ultimo duplice delitto degli Scopeti, oltre che, in base alla chiave di lettura proposta da Segnini, una risposta ai numerosi interrogativi ancora aperti sulle dinamiche dei precedenti duplici delitti.

### Ulteriori teorie
Sulla vicenda si riscontrano anche ulteriori ipotesi, più o meno discordanti con i verdetti dei processi. Il caso del Mostro è un evento e un'indagine dalla durata pressoché cinquantennale (dal 1968 a oggi, con i delitti del 1974 e i due del 1981 senza un colpevole in quanto il Processo ai "Compagni di Merende" condannò Lotti e Vanni per i delitti a partire dal 1982) ; è inevitabile dunque una grande varietà di opinioni. Oltre alle più celebri ipotesi "non ufficiali" di Spezi o Filastò, si registrano altre teorie su chi ha commesso i cosiddetti «delitti delle coppiette».
- Secondo il criminologo Francesco Bruno, il mostro sarebbe un uomo mai individuato. Un assassino seriale d'intelligenza superiore alla media, mosso da delirio religioso e suggestioni moralistiche, che ha agito sempre da solo sin dal 1968.[320]
- Secondo Marco Vallerignani,[321] seguendo Francesco Bruno, il mostro sarebbe un assassino seriale solitario non inquadrabile come "Lust Murderer" ma piuttosto che come individuo che agisce secondo diverse modalità, definite da archetipi quali "Edonista", "Dominatore" e "Missionario".[322] Il fattore "Missionario", in particolare, si evidenzia tramite elementi religiosi presenti negli omicidi, come la tendenza ad uccidere in concomitanza con festività mariane: per esempio, l'ultimo omicidio compiuto in località Salve Regina di Scopeti in data 8 settembre (festa della Natività della Beata Vergine Maria).
- Invece Francesco Ferri, giudice che assolse Pacciani nel processo d'appello e autore del polemico Il caso Pacciani. Storia di una colonna infame?,[323] si riallaccia all'idea originaria dell'ignoto serial killer lust murder, ipotizzato dal profilo dell'FBI e dalla perizia italiana di De Fazio; l'assassino sarebbe cioè una persona probabilmente affetta da impotenza o iposessuata. Restando ancora nella gamma d'ipotesi dell'autore unico, Ruggero Perugini (ex capo SAM) ha recentemente ribadito, in un convegno del 2010, la sua personale convinzione secondo cui il mostro sarebbe stato il solo serial killer Pietro Pacciani «senza compagni di merende né di bevute».[324][325] L'ex dirigente della Squadra Anti-Mostro, che dopo l'indagine sui delitti delle coppiette ha lavorato negli Stati Uniti nel ruolo di ufficiale di collegamento fra il Federal Bureau of Investigation (FBI) e la DIA,[326] ha sempre sostenuto la tesi secondo cui Pacciani uccise le otto coppiette per motivi maniacali senza alcun complice o mandante, poiché un'intima "fantasia ossessiva" omicida è difficilmente condivisibile.[327][328]
- Sul caso sono presenti anche idee alternative più di stampo settario-cospirazionista, che vedono i delitti come fatti di sangue legati a strategie occulte o a organizzazioni internazionali: teorie che si basano su libri romanzati e non hanno alcuna base investigativa o tecnico-scientifica.[329] Tornando a teorie che ipotizzano il mostro come legato alla "pista sarda", si segnala l'idea di un detective privato che riporta dubbi e retroscena su uno dei primi sospettati.[330] Il criminologo e avvocato Luca Santoni Franchetti (deceduto nel 1999), che seguì il caso sin dal 1974,[331] sostenne la tesi che gli omicidi del mostro non fossero opera di un solo assassino bensì delitti di gruppo, commessi da un clan di persone di provenienza sarda.[332][333]
- Sempre sulla possibilità che l'assassino fosse nell'ambiente sardo coinvolto nelle indagini degli anni ottanta, il libro Il mostro di Firenze di Cecioni e Monastra dedica notevole rilievo alla possibilità che il mostro potesse essere Salvatore Vinci, pur mantenendo un profilo bilanciato che valuta tutte le teorie sul colpevole o i colpevoli.[334] Lo scontro fra «colpevolisti» (coloro che credono nella colpevolezza o nel coinvolgimento di Pacciani e dei compagni di merende) e «innocentisti» (coloro che non condividono le sentenze e ritengono che il mostro non sia mai stato catturato) ha causato, agli inizi e alla metà degli anni 2000, un clima «pesante» di scontro aspro, caratterizzato anche da duri litigi e reciproche querele.[335][336][337]
- Vincenzo Vinagli ha sostenuto a più riprese di aver conosciuto il mostro, e che sarebbe stato un operaio umbro morto nel 1999, con problemi sessuali e violento, che agiva come assassino solitario.[338][339]
- Un'altra vicenda coinvolse lo scrittore Alberto Bevilacqua, in quanto tirato in ballo dopo le dichiarazioni della poetessa Annamaria Ragno, che aveva intervistato la sedicente sensitiva di Perugia Gabriella Pasquali Carlizzi. Le due donne furono condannate per calunnia aggravata contro Bevilacqua, che uscì provato dalla vicenda.[340]

## Misteri connessi alla vicenda
Ufficialmente la vicenda del Mostro di Firenze termina con la condanna dei compagni di merende. Tuttavia, una serie di misteriosi avvenimenti, accaduti sia nel periodo dei delitti, sia negli anni precedenti e seguenti ai processi riguardanti il caso, ha dato adito a molte supposizioni sul fatto che la vicenda non solo non sia stata mai completamente chiarita, ma che, al contrario, abbia lasciato molti punti oscuri.
- Alle 2:00 del mattino del 22 agosto 1968, il piccolo Natalino Mele di 6 anni raggiunse al buio, scalzo e scioccato, un casolare sito a oltre due chilometri di distanza da dove è parcheggiata l'automobile dove sono stati appena uccisi la madre e il suo amante. I calzini completamente puliti del bambino e il fatto che il campanello del casolare è situato a un'altezza irraggiungibile da parte del piccolo sono stati al centro di un lungo dibattito sul fatto se il bambino avesse effettivamente raggiunto il casolare senza l'aiuto di qualche adulto. Lo stesso Natalino, dietro minaccia del maresciallo Ferrero di essere punito se non avesse detto la verità, cambia versione dicendo di essere stato portato fino al casolare dal padre.[341] A oggi non si sa come realmente andarono i fatti quella notte.[342] Natalino Mele, una volta cresciuto, rilasciò un'intervista a Mario Spezi nella quale affermò di avere nella memoria tanti vuoti che lo avrebbero convinto a sostenere che le sue non erano amnesie provocate dallo choc subito da piccolo, ma qualcosa di più complesso. Egli sosteneva di essere stato vittima di un lavaggio del cervello ma non esiste alcuna prova che tali definizioni siano vere.[343][344] L'8 marzo 2011 la casa di Natalino Mele e della sua compagna Loredana venne distrutta da un incendio.[345][346] Da quel momento si sono perse le sue tracce[347] fino al 2014, quando è stato fotografato da un giornalista mentre partecipava a una manifestazione, sotto il palazzo prefetturale di Firenze, contro gli sgomberi delle case occupate.[348]
- Nel gennaio 1980 un pensionato viene ritrovato morto nel parco delle Cascine di Firenze ucciso da un corpo contundente.[349]
- Il 23 dicembre 1980 il contadino Renato Malatesta, marito di Antonietta Sperduto, donna che era stata amante di Pacciani e Vanni, venne ritrovato impiccato nella stalla della sua casa.[350] A detta della moglie, autori del delitto sarebbero stati Pacciani e Andriaccio cognato della Sperduto e a supporto di questa affermazione la donna disse che un giorno Pacciani l'aveva minacciata dicendole «attenta a non parlare di quello che ti abbiamo fatto, ti si fa fare la stessa fine che abbiamo fatto fare a tuo marito.»[351]
- Nell'ottobre 1983, nei pressi di Fiesole in località Cave di Maiano, un cercatore di funghi voyeurista venne massacrato a coltellate.[349]
- Il 14 dicembre 1983 la prostituta Clelia Cuscito, che si frequentava con Mario Vanni, venne torturata con un'arma da taglio e soffocata con il filo del telefono.[352]
- Tre giorni dopo il delitto di Baccaiano, l'autista dell'ambulanza che estrasse Paolo Mainardi ancora vivo dall'auto, sembra che abbia ricevuto una misteriosa e inquietante telefonata da parte di un uomo che, spacciandosi per un magistrato, cercò di ottenere dettagli su cosa avesse detto la vittima prima di morire. Al rifiuto dell'autista di parlare della cosa per telefono, l'uomo avrebbe cominciato a minacciarlo qualificandosi come l'assassino. L'episodio non poté mai essere verificato quindi non è possibile affermare con certezza sia che esso sia avvenuto sia che la telefonata sia stata realmente fatta dall'assassino.[353]
- Nel settembre 1985, pochi giorni prima del delitto degli Scopeti, un altro uomo venne ucciso nel parco delle Cascine di Firenze con una coltellata alla schiena.[349]
- Il 19 maggio 1991 Vincenzo Limongi, primo compagno di Milva Malatesta, muore impiccato nella sua cella nello stesso periodo in cui a Sollicciano c'era anche Pacciani.
- Francesco Vinci, uno dei vari sospettati iniziali, fu trovato assassinato il 7 agosto 1993 insieme con un amico, Angelo Vargiu, in una pineta nei pressi di Chianni. I loro corpi, incaprettati, erano stati rinchiusi nel bagagliaio di una Volvo data alle fiamme. Si ipotizzò un collegamento con la vicenda del "mostro", ipotesi però quasi subito scartata[107]; più probabilmente, date anche le modalità del delitto, era da ritenersi una vendetta nata in ambienti malavitosi sardi attorno ai quali pare che Vinci gravitasse. Il caso è rimasto sostanzialmente insoluto.[108]
- La prostituta Milva Malatesta, figlia di Renato e Antonietta Sperduto (la donna che era stata l'amante di Pacciani e Vanni), venne trovata, insieme con il figlio Mirko Rubino, di soli 3 anni, bruciata nella sua Panda il 17 agosto 1993, pochi giorni dopo l'omicidio di Francesco Vinci (ucciso con le stesse modalità), che in passato era stato suo amante. Per questo duplice omicidio venne processato Francesco Rubino, compagno della Malatesta e padre del piccolo Mirko, che però venne assolto in tutti e tre i gradi di giudizio per non aver commesso il fatto e tale duplice delitto è rimasto a tutt'oggi insoluto.[343][350][354]
- Il 25 maggio 1994 la prostituta Anna Milvia Mattei, convivente di Fabio Vinci, figlio di Francesco, venne strangolata e bruciata nella sua casa di San Mauro.[343][350] Dell'omicidio fu imputato Giuseppe Sgangarella, amico di Francesco Vinci e anche di Pietro Pacciani, con il quale aveva condiviso la cella durante la sua detenzione.[355]
- Claudio Pitocchi, operaio di Tavarnelle che aveva testimoniato al processo Pacciani, muore in un incidente stradale l'8 dicembre 1995.[350]
- Quando nel 1996 Pietro Pacciani venne assolto in appello e fece ritorno a casa non vi trovò più la moglie Angiolina Manni. La donna infatti, non volendo più avere nessun rapporto con l'uomo, pare se ne fosse andata via di casa e nel luglio dello stesso anno avviò anche le pratiche per la separazione dal marito. Pacciani non convinto dell'allontanamento volontario presentò una denuncia per sequestro di persona affermando che qualcuno (forse la locale USL) aveva portato via la moglie e l'aveva fatta internare in una casa di cura.[44] A sostegno di questa tesi vi sono le affermazioni di alcuni vicini di casa che asserirono di aver visto la donna trascinata via di forza da diverse persone. Tali denunce caddero comunque nel vuoto e la Manni non ricontattò più in alcun modo il marito, nonostante i diversi appelli di quest'ultimo volti a chiedere alla moglie di tornare con lui.[343] Angiolina Manni è deceduta il 20 novembre 2005, in una casa di riposo di Radda in Chianti dove risiedeva da diverso tempo, all'età di 76 anni.[356]
- I crimini sono stati a più riprese associati a pratiche rituali di tipo esoterico.[346][357]

## Sviluppi successivi della vicenda
- Nel 2011 venne rinvenuta nel deposito della polizia giudiziaria di Potenza una pistola dello stesso modello usato per i delitti del mostro, una Beretta calibro 22 che secondo le indagini della scientifica potrebbe essere stata acquistata a Sassari nel 1960 e vi sono alte probabilità che fosse quella di Stefano Aresti, amico di Salvatore Vinci, sardo emigrato in Toscana proprio nel 1960. Vinci fu uno dei protagonisti della pista sarda, aperta dagli inquirenti quando si scoprì che i bossoli Winchester long rifle con la lettera "H" incisa sul fondello trovati sui luoghi degli omicidi erano stati sparati dalla stessa pistola del primo omicidio del 1968 quando venne uccisa la moglie di Stefano Mele, un manovale sardo emigrato in Toscana.[358][359] In tutto il mondo ci sono cinque pistole con una matricola che incomincia con quelle cifre. Due sono state vendute a New York, una a Roma e un'altra in Campania: tutte armi ancora possedute dai proprietari, con l'eccezione di quella che Aresti non ha più in suo possesso.[359] La notizia però, col tempo, ha preso il sapore della «bufala». Infatti l'amico/parente di Salvatore Vinci si chiamava Franco Aresti e non Stefano.[360][361] Successivamente poi le analisi del RIS di Roma hanno escluso che si tratti dell'arma del mostro, poiché il modello di quest'ultima era completamente diverso da quello della pistola rinvenuta a Potenza.[362][363]
- Nel 2018 viene annunciato il ritrovamento di una traccia genetica non riconducibile alle vittime in un reperto dimenticato dell'ultimo delitto, un fazzoletto insanguinato, trovato all'epoca (alcuni giorni dopo il delitto degli Scopeti) in un cespuglio assieme a dei guanti da chirurgo, su cui il professor Riccardo Cagliesi dell'Istituto di Medicina Legale di Firenze, il 7 novembre 1985 aveva redatto una relazione di 13 pagine, indicante che il materiale era sangue umano di gruppo B (compatibile ad esempio con il gruppo sanguigno di Mario Vanni ma non con quello di Pacciani) e il frammento di un capello umano, color castano, come i capelli ritrovati sui corpi di Susanna Cambi e Stefano Baldi, vittime del 1981. Il reperto era stato poi dimenticato; a fine luglio 2017, la procura di Firenze ha fatto eseguire l'esame del DNA, da confrontare con quello dei sospetti e dei condannati in via definitiva. Reperti genetici attendibili sono stati estratti anche dalle buste inviate ai magistrati dall'assassino[364], così come è stata ordinata una nuova analisi forense-balistica di tutti i bossoli ancora conservati.[35]
- Nel 2019 viene resa nota una perizia secondo la quale l'arma del mostro potrebbe non essere stata la famosa Beretta calibro 22 ma un'arma modificata o un'altra calibro 22, o la stessa Beretta ma con la canna sostituita.[365]
- Nel 2019 viene eseguita una nuova perizia sul proiettile rinvenuto nell'orto di Pietro Pacciani nel 1992, elemento che era stato poi adoperato nel processo a suo carico come prova di accusa. La nuova perizia ha messo in luce che i segni sul quel proiettile erano stati artefatti, lasciando quindi intendere che il proiettile era stato manomesso di proposito, come reclamato da Pacciani stesso durante il dibattimento. La perizia potrebbe portare all'apertura di un fascicolo per "depistaggio".[366]
- Nel 2021 la Polizia Scientifica effettua un sopralluogo in uno dei luoghi degli omicidi con lo scopo di cercare nuovi indizi mediante moderne tecnologie inesistenti all'epoca dei delitti.[367]
- Nel 2022 l'avvocato Alessio Fioravanti presenta una richiesta di riapertura indagini consegnando una relazione con nuove prove oggettive mai scoperte prima e stilata dai suoi consulenti Loris Martinelli e Dario Quaglia.[368]
- Nel 2023 il fascicolo dell'inchiesta sul Mostro viene assegnato alle sostitute procuratrici Beatrice Giunti e Ornella Galeotti.[369]
- Il 9 gennaio 2024 muore Giampiero Vigilanti, l'ultimo indagato per la serie di delitti del cosiddetto mostro di Firenze.[370]
- Il 12 gennaio si svolgono a Caselle, frazione di Vicchio, i funerali di Giampiero Vigilanti. Sembrano essere stati aggrediti due fotoreporter de La Nazione, Riccardo e Tommaso Germogli. Al rito funebre era presente anche il consulente Loris Martinelli, da come visibile sulle foto dei Germogli in seguito pubblicate.[371]
- Nel luglio 2024 viene scoperta una traccia di DNA ignoto su uno dei proiettili utilizzati per l'uccisione delle ultime due vittime accertate, i francesi Nadine Mauriot e Jean Michel Kraveichvili.[372]
- Nel gennaio del 2025 il nipote di Mario Vanni richiede la revisione del processo.[373]
- In data 28 Luglio 2025, i giudici di Genova rigettano la richiesta di revisione del processo Vanni dichiarandone l'inammissibilità.

## Influenze nella cultura di massa
Pacciani e Vanni vengono citati nel singolo Killer Star di Immanuel Casto. Pacciani viene citato anche nei brani Su le Mani e Momenti No del rapper Fabri Fibra, dal rapper Lanz Khan nel brano I Kill You, nel brano Caracas da Axos (anch'esso di Lanz Khan), nel brano L'Italia di Piero di Simone Cristicchi, nel brano Camporea del gruppo musicale veneto Rumatera, nel brano Non crediamo in niente di Mr Tools MC Bbo e nel singolo Numeri del rapper MadMan, i compagni di merende vengono citati anche nel brano Lewandowski VI del rapper Ernia, Pacciani viene anche citato nel brano Il Signore Delle Mosche del rapper Kid Yugi.
Nella canzone Kyobo ni Tsuki dei Club Dogo, Don Joe che cita sia Vanni che Scandicci, ossia il luogo di due degli otto omicidi del Mostro (quello del 1981 in località Mosciano e quello del 1983 in località Giogoli).
Si parla di Mostro di Firenze anche nel brano Rotten del rapper Nitro. La serie televisiva Criminal Minds: Beyond Borders ha dedicato il secondo episodio della seconda stagione agli omicidi commessi dal Mostro di Firenze, ma in un nuovo contesto.
Nel libro Hannibal di Thomas Harris, si fa riferimento al Mostro di Firenze come caso giudiziario prima brillantemente risolto dall'ispettore Pazzi, il quale poi cade in disgrazia quando il presunto assassino seriale viene scagionato.
Il mostro di Firenze è al centro anche de La prima delle tre, uno degli episodi della serie a fumetti Zanardi, creata da Andrea Pazienza. La storia fu realizzata e uscì quasi in contemporanea agli omicidi, nel 1985.
In una puntata del serial TV  “I ragazzi delle terza C” andata in onda su Italia 1 il 22 marzo 1988, il presidente della commissione d’esame si rivolge al pluribocciato Chicco Lazzaretti definendolo un alunno pronto, intelligente, un buon elemento, al che lui risponde “Lei mi confonde con un altro, ho certi giudizi che sembro il Mostro di Firenze!” 

### Filmografia
- Il 7 febbraio 1986 esce con poca risonanza e in pochissime città italiane il film L'assassino è ancora tra noi diretto da Camillo Teti, realizzato frettolosamente e con pochi mezzi e che, pur cavalcando l'onda emotiva dell'ultimo duplice delitto del 1985, passerà del tutto inosservato. Due mesi dopo, il 12 aprile 1986, distribuito dalla Titanus di Goffredo Lombardo, arriva sugli schermi Il mostro di Firenze, tratto dall'omonimo libro del 1983 del giornalista e scrittore Mario Spezi e diretto da Cesare Ferrario. Il film ebbe un buon successo di pubblico, nonostante sia stato al centro di vicende giudiziarie e sia stato osteggiato dalla commissione di censura che ne vietò l'uscita nelle sale cinematografiche di tutta la Toscana.[376] Un altro film che ricalca la vicenda, pur inserendovi elementi di fantasia, è 28º minuto (noto anche con i titoli Tramonti fiorentini e Quel violento desiderio), diretto da Gianni Siragusa e, successivamente, da Paolo Frajoli. Pur essendo stato girato anch'esso nel 1986, uscì soltanto nel 1991, direttamente per il circuito dell'home video, a causa del forte contrasto dei parenti delle vittime del mostro che ne bloccarono a lungo la lavorazione e ne impedirono l'uscita nelle sale cinematografiche.[377]
- Nel settembre 2008 l'attore americano Tom Cruise ha acquistato i diritti per portare sul grande schermo un adattamento del libro Dolci colline di sangue (The Monster of Florence) di Mario Spezi e Douglas Preston, ma poi il progetto è saltato. Il film avrebbe dovuto avere George Clooney nel ruolo del protagonista.[378]
- Il regista Antonello Grimaldi ha realizzato, nella primavera 2009, la miniserie televisiva Il mostro di Firenze, una ricostruzione della vicenda dal 1981 al 2006 che vede come protagonista il personaggio di Renzo Rontini (interpretato da Ennio Fantastichini) il padre di Pia, vittima femminile del Mostro di Firenze del delitto del 1984, per il canale Fox Crime in sei parti, della durata di 45 minuti ciascuna, che sono andate in onda dal 12 novembre al 10 dicembre 2009 e in seguito trasmesse in replica anche da Canale 5, in seconda serata, nell'estate 2010.[379]
- Delle vicende del mostro si sono occupate varie trasmissioni TV: Un giorno in pretura, Blu notte, Chi l'ha visto?, Telefono giallo, Detto tra noi - La cronaca in diretta, Enigma, Giallo Uno, Top Secret, Delitti, Mixer, Atlantide - Storie di uomini e di mondi e Profondo nero
- Un documentario intitolato I delitti del mostro di Firenze è andato in onda su Sky nel 2011 per la regia di Paolo Cochi. Il video, della durata di un'ora e mezzo, raccoglie le opinioni di molti protagonisti della vicenda fornendo spazio a tutte le ipotesi.
- Nella terza stagione del telefilm Hannibal, l'identità del Mostro è fatta risalire a Hannibal Lecter (interpretato da Mads Mikkelsen).
- Nel 2019 il programma Tutta la verità di Cristiano Barbarossa e Fulvio Benelli ha realizzato un film documentario per Discovery Italia in due puntate, per un totale di circa quattro ore complessive, dal titolo L'Enigma del Mostro di Firenze all'interno del quale è stato intervistato anche Natale Mele, figlio di Stefano Mele. Nel film documentario vengono affrontati, oltre all'intera vicenda, anche gli ultimi sviluppi giudiziari della vicenda.
- Il film realizzato da Dario Germani nel 2019 dal titolo Lettera H è un thriller soprannaturale legato ai delitti del Mostro di Firenze e alle varie piste esoteriche, in cui si ipotizza che la 127 in cui sono state trovate due delle vittime sia diventata un'auto "maledetta".
- Nel 2021 il giornalista e segretario del CICAP Massimo Polidoro realizza un documentario a puntate sul suo canale YouTube sulla storia dei delitti del mostro, delle indagini e delle vicende giudiziarie.
- Il 10 dicembre 2021 viene trasmesso da Rai 2 Il mostro di Firenze - Quel silenzio che non tace: bugie e verità. Un nuovo documentario con il soggetto e la sceneggiatura di Luciano Palmerino e Giuseppe Rinaldi.
- Il 10 ottobre 2023 Netflix annuncia le riprese di una serie originale di 4 episodi intitolata "Il Mostro", diretta da Stefano Sollima.